# Fürstenberg (schwäbisches Adelsgeschlecht)

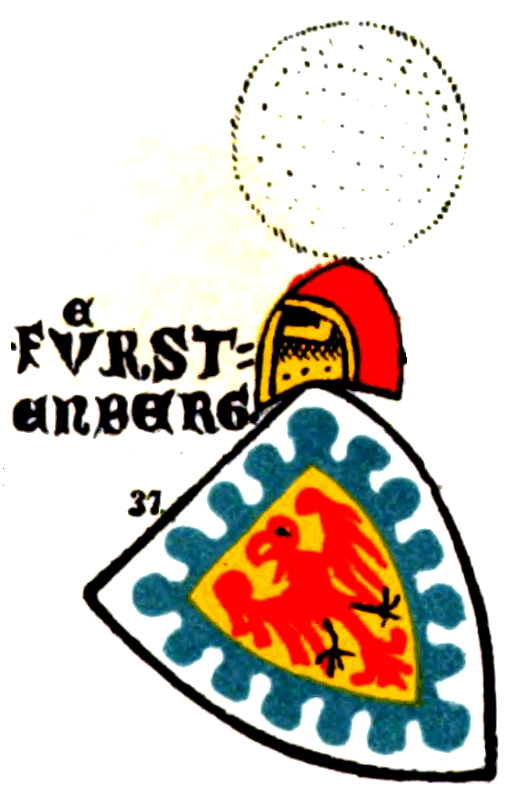
Stammwappen der Fürstenberg in der Zürcher Wappenrolle (ca. 1340)

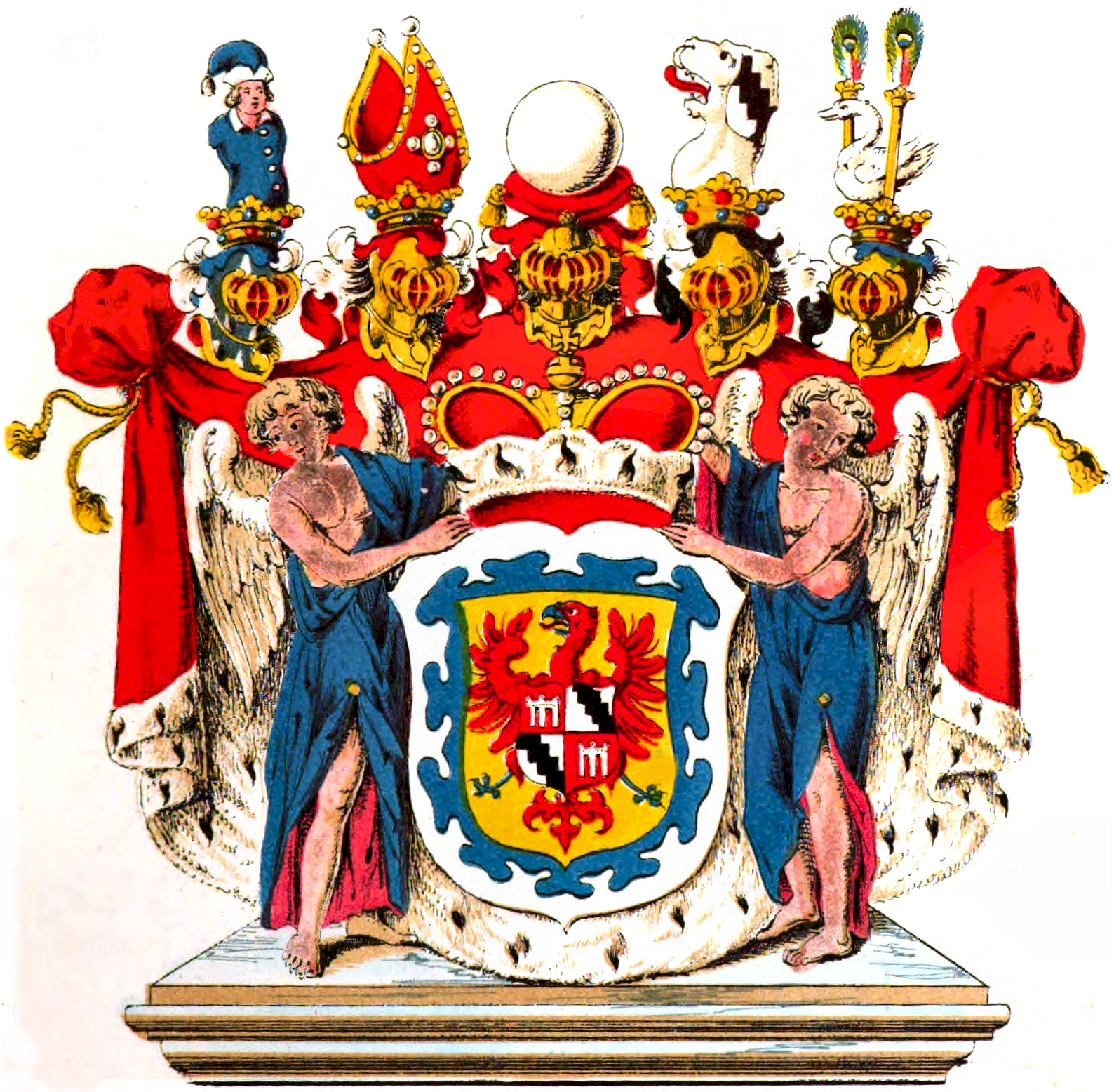
Fürstliches Wappen

Fürstenberg ist der Name eines schwäbischen Adelsgeschlechts des Hochadels, dessen Besitzungen in der südwestdeutschen Region zwischen Schwarzwald, Hochrhein, Bodensee und Schwäbischer Alb lagen und teils heute noch liegen. Darüber hinaus hatten die Fürstenberg große Besitzungen in den österreichischen Erblanden – besonders in Böhmen. Die „von“ bzw. „zu Fürstenberg“ gehören zu den sogenannten Apostelgeschlechtern.
Mit dem Fürstentum Fürstenberg beherrschten sie bis 1806 eines der größten Territorien des deutschen Südwestens; internationalen Ruf erlangten sie unter anderem durch die Fürstlich Fürstenbergische Brauerei, als Eigentümer einer der größten privaten Kunstsammlungen in Europa, u. a. der Fürstlich Fürstenbergische Sammlungen, sowie mit der Gründung und Patronage der Donaueschinger Musiktage, der Donaueschinger Reitturniere (CHI) sowie des Fürstenberg Polo Cup. In Donaueschingen bewohnen sie seit 1488 das Schloss Donaueschingen, nachdem sie die Burg Entenburg im Ortsteil Pfohren verlassen hatten.
Mit dem Schloss Heiligenberg besitzt das Haus Fürstenberg eines der bedeutendsten Denkmale der Renaissance nördlich der Alpen. Die wirtschaftlichen Grundlagen der Familie liegen vor allem in einem umfangreichen Waldbesitz.
Die Familie ist nicht mit den Freiherren von Fürstenberg aus Westfalen verwandt, und auch die Porzellanmanufaktur Fürstenberg aus Fürstenberg (Weser) steht in keinem Zusammenhang.

## Titel
Die historisch letzte Form des Titels lautete Fürst zu Fürstenberg, Landgraf in der Baar und zu Stühlingen, Graf zu Heiligenberg und Werdenberg.
Ab dem Jahre 2002 standen Heinrich Fürst zu Fürstenberg und Christian Erbprinz zu Fürstenberg dem Hause vor. Heinrich Fürst zu Fürstenberg war der „Chef des Hauses“ bis 2024. Sitz der Residenz der Familie ist, nach Schloss Hohenlupfen, seit 1723 Donaueschingen, ihre Grablege befindet sich in Neudingen auf dem Gelände des ehemaligen Klosters Neudingen.

## Geschichte

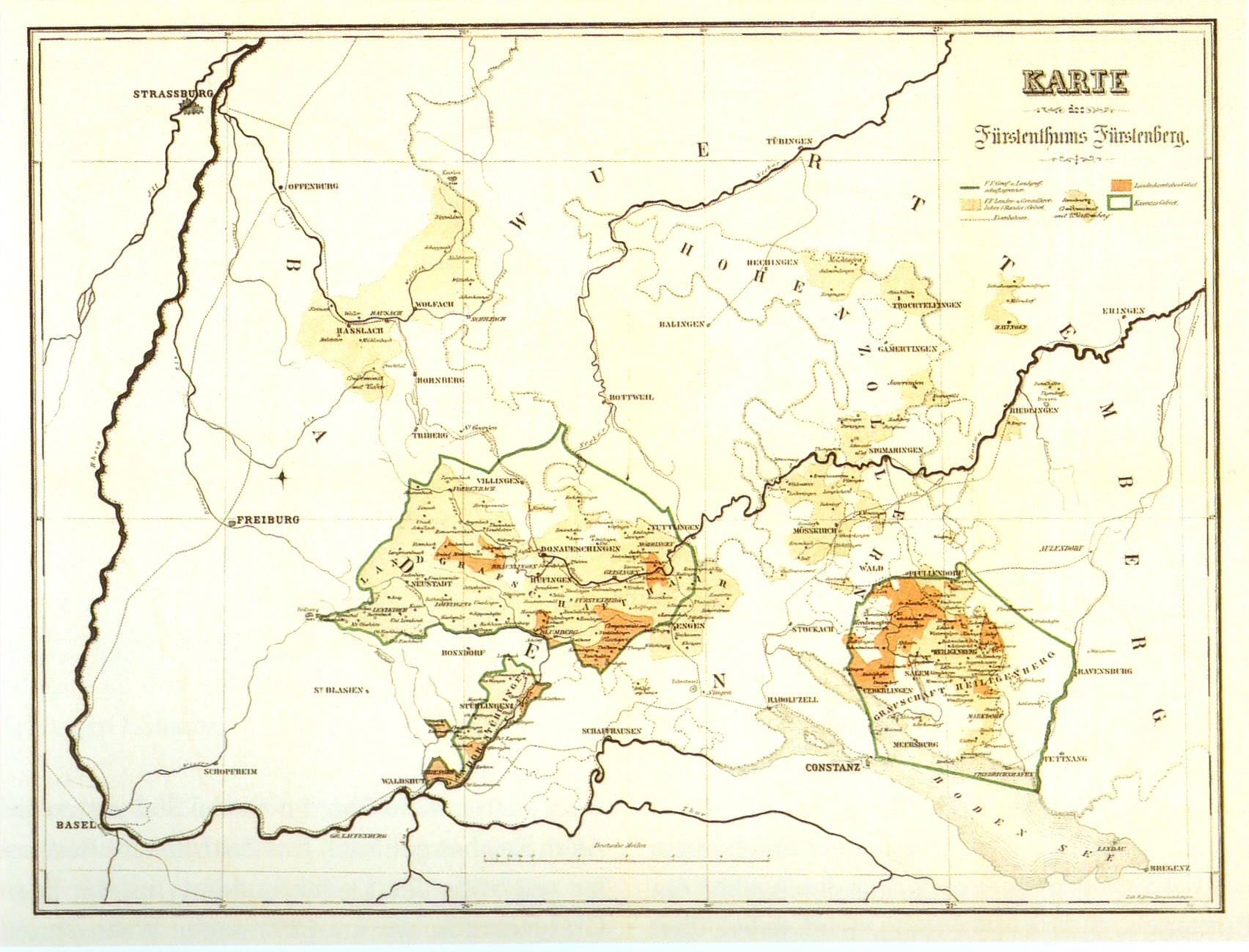
Das Fürstentum vor der Mediatisierung

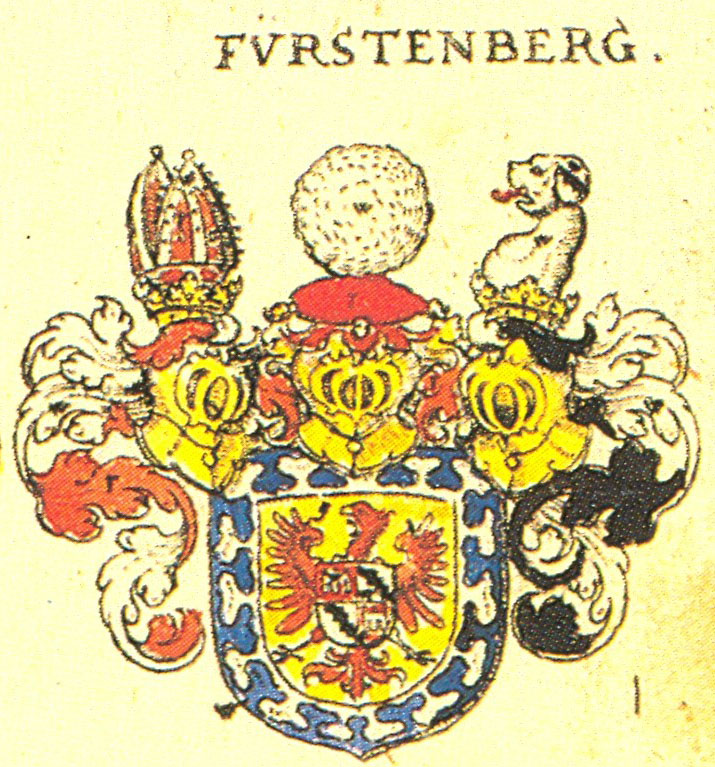
Das Fürstenberg-Wappen von Johann Siebmacher

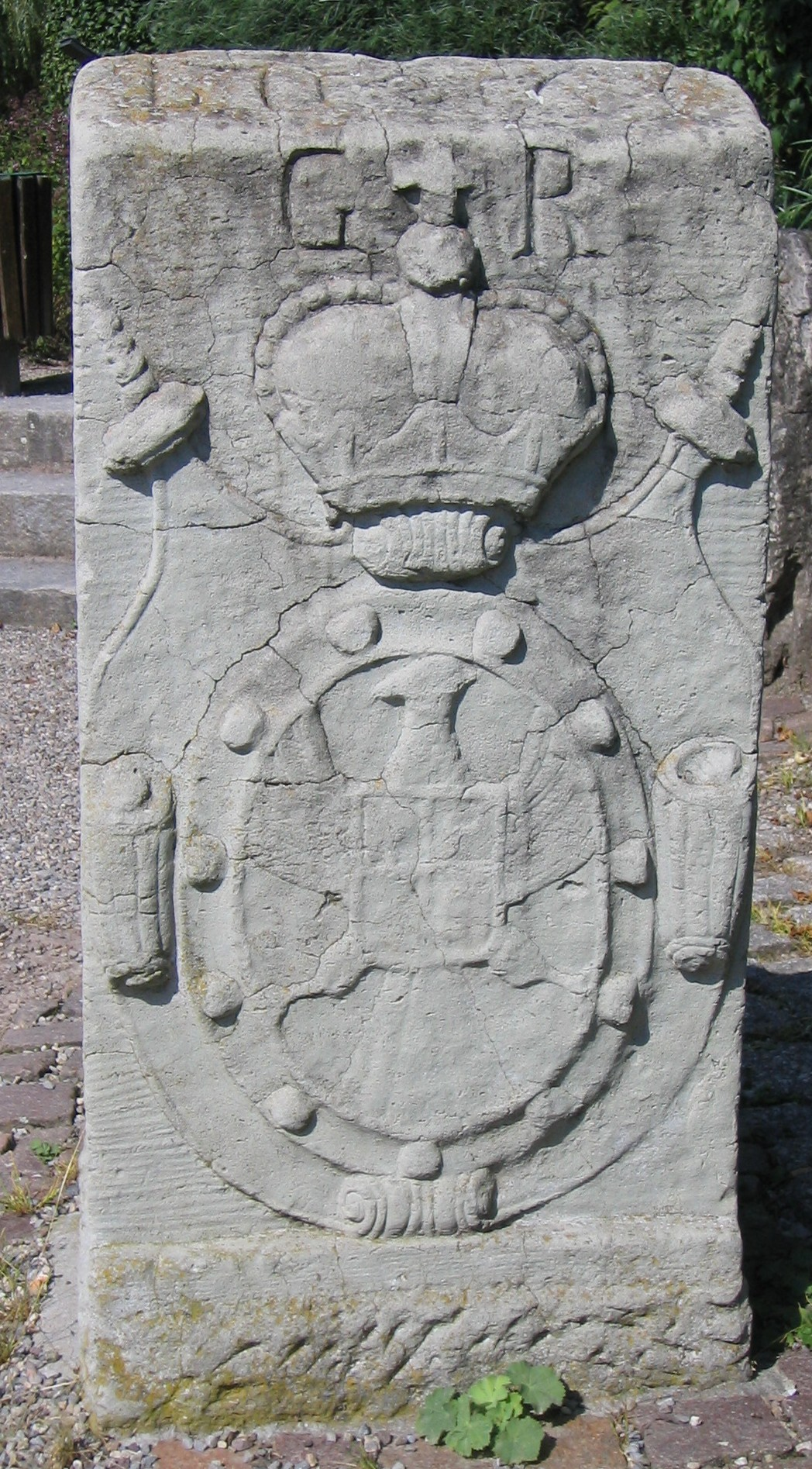
Grenzstein zwischen Fürstenberg und dem Kloster St. Blasien (1767)

Fürstenberger Stammtafel bis 1860

Die Familie Fürstenberg erhebt den Anspruch, zum ältesten europäischen Hochadel zu gehören, da sie sich „mit einiger Wahrscheinlichkeit auf die Unruochinger, eine fränkische Grafenfamilie in Innerschwaben zur Zeit Karls des Großen (um 800), zurückführen“ lasse. Dieser Herkunftsmythos stützt sich auf eine Hypothese von Siegmund Riezler, der aufgrund von Besitztradition und Namenshäufigkeit eine Abstammung von Unruoch III. vermutete. Der Zusammenhang zwischen Unruoch III. († 874) und Egino I. von Urach (um 1050) als erstem bekanntem Vorfahren der Fürstenberger ist jedoch nicht nachgewiesen.
Eindeutig nachweisbar sind die Fürstenberg seit dem 11. Jahrhundert als Grafen von Urach auf der Schwäbischen Alb und in der Gegend des mittleren Neckars.
Die Fürstenberg sind eine Seitenlinie der Grafen von Urach und stammesverwandt mit den Grafen von Achalm. Der mit Agnes, Tochter Bertholds IV. von Zähringen, verheiratete Graf Egino IV. von Urach erbte 1218 einen großen Teil des Besitzes der Herzöge von Zähringen, da Berthold V. kinderlos verstorben und somit die Zähringer Hauptlinie erloschen war. Sein Sohn Egino V. sicherte das zähringische Erbe für die eigenen Söhne Konrad und Heinrich. Die Erbschaften auf der Baar und im Schwarzwald bildeten den Grundstock der Seitenlinie der Fürstenberg.
Graf Konrad begründete mit den zähringischen Gütern im Breisgau die Linie der Grafen von Freiburg. Sein jüngerer Bruder Heinrich übernahm das zähringische Erbe im Kinzigtal, im Schwarzwald und auf der Baar und nannte sich nach der Burg auf dem „fürdersten Berg“, dem Höhenzug Länge bei Neudingen, Graf von Fürstenberg. Er wurde so zum Stammvater derer von Fürstenberg.

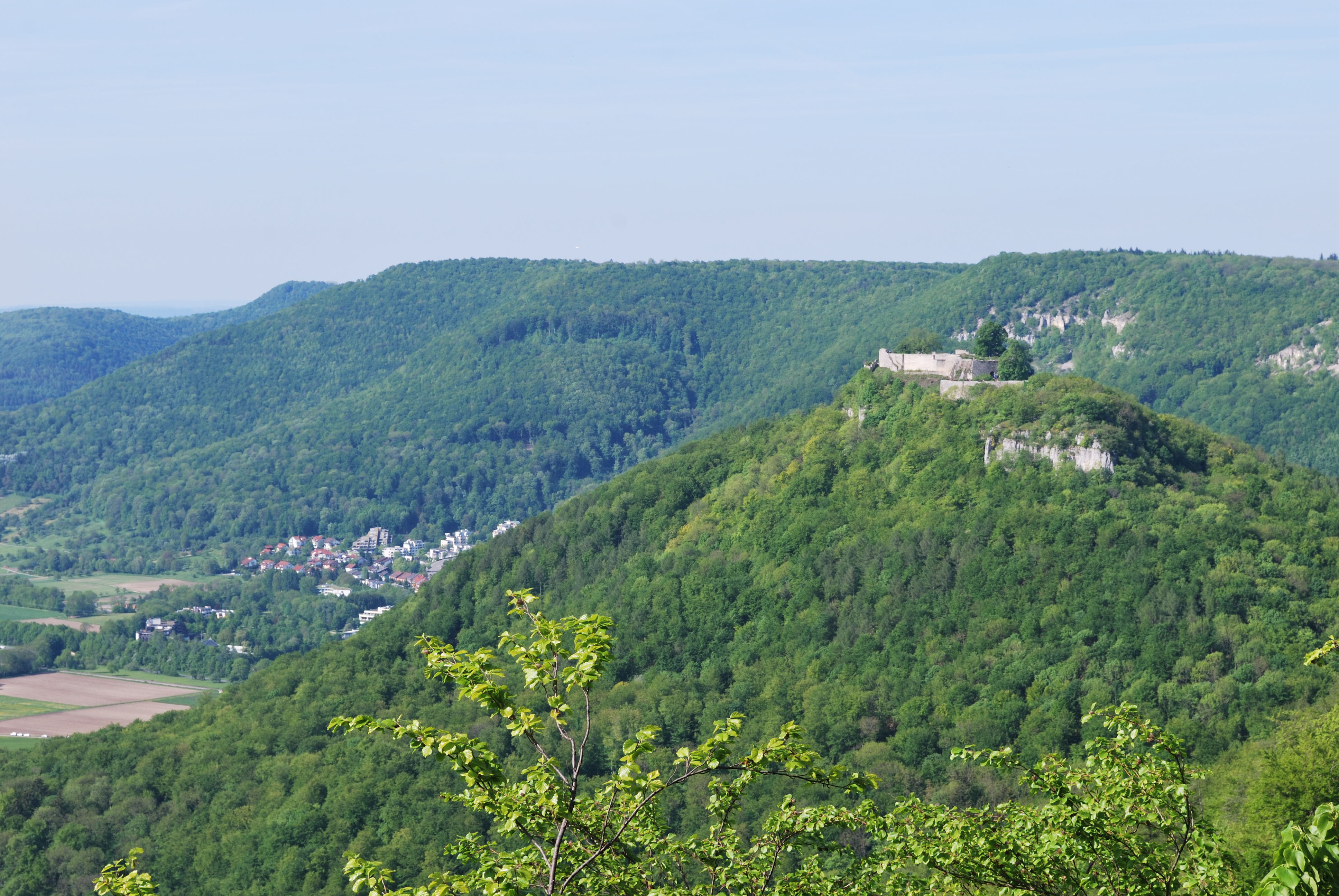
Burg Hohenurach
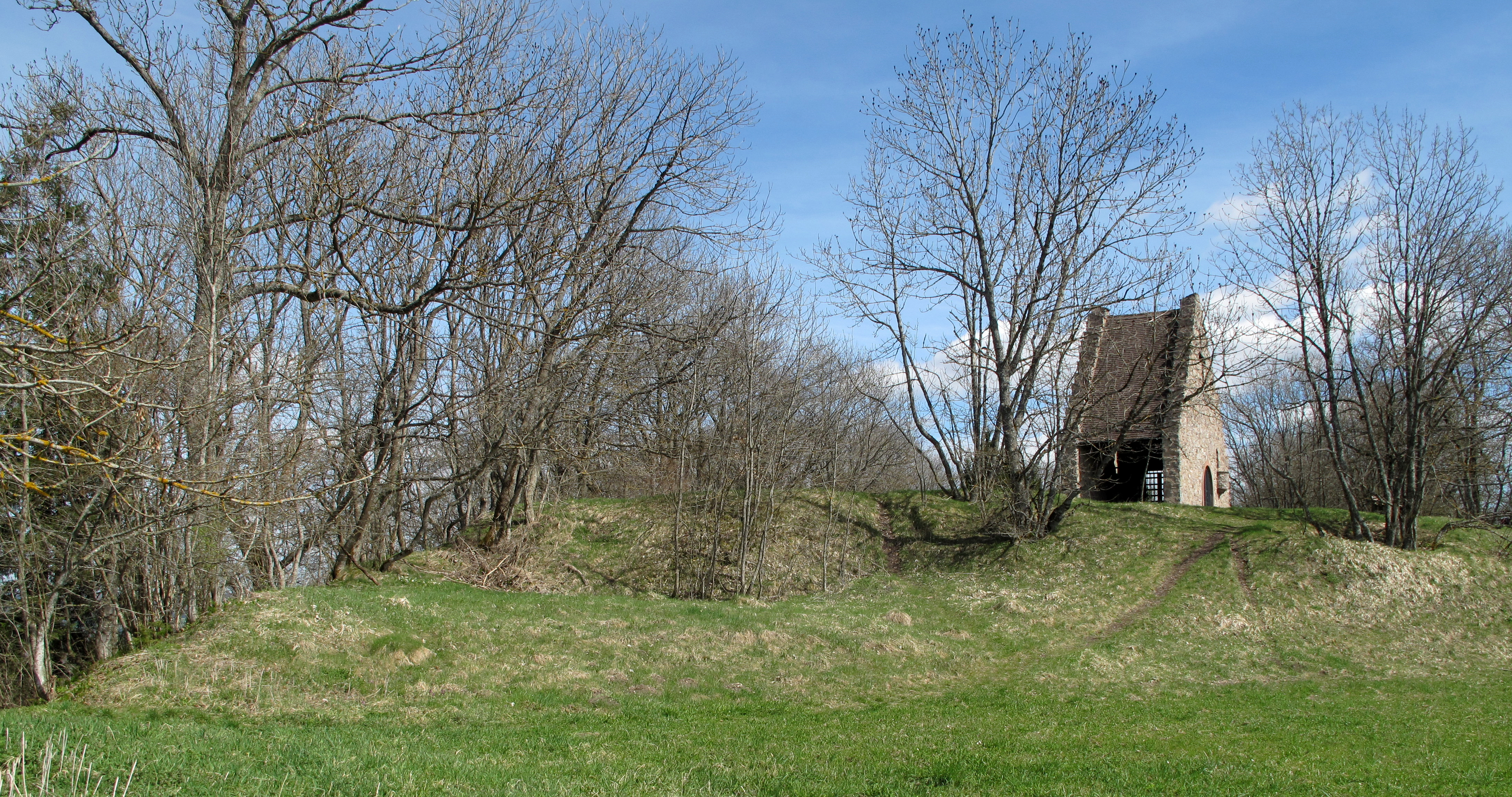
Burgstelle Fürstenberg

Während sich die Grafen von Freiburg vor allem in der Auseinandersetzung mit der Bürgerschaft der aufstrebenden Stadt Freiburg im Breisgau und den Habsburgern aufrieben und im 15. Jahrhundert ausstarben, gelang denen von Fürstenberg dank der engen Anlehnung an das Haus Habsburg, einer klugen Heiratspolitik und mehreren günstigen Erbgängen eine Vervielfachung ihres territorialen Besitzes. Seit dem ausgehenden Mittelalter erwarb das Haus nicht nur den späteren fürstenbergischen Residenzort Donaueschingen mit der bedeutsamen Donauquelle (1488), sondern auch wichtige Territorien wie die Grafschaft Heiligenberg (1543) und die Landgrafschaft Stühlingen (1637/1639) oder die Herrschaften Trochtelfingen und Jungnau (1543), Meßkirch, Wildenstein, Gundelfingen, Falkenstein, Hayingen, Neufra und ein Drittel Helfenstein-Wiesensteig (1627/1636) sowie (Hohen-)Hewen mit Engen (1637/1639).
Schloss Donaueschingen ist bis heute die Hauptresidenz des Fürsten zu Fürstenberg geblieben, auch Schloss Heiligenberg gehört noch zum Familienbesitz. Die niederösterreichische Herrschaft Weitra mit Sitz auf Schloss Weitra im Waldviertel gelangte 1607 an die Familie Fürstenberg, die bis 1848 die Grundherrschaft innehatte und immer noch Eigentümer des Schlosses und des dazugehörigen Großgrundbesitzes in der Umgebung ist.

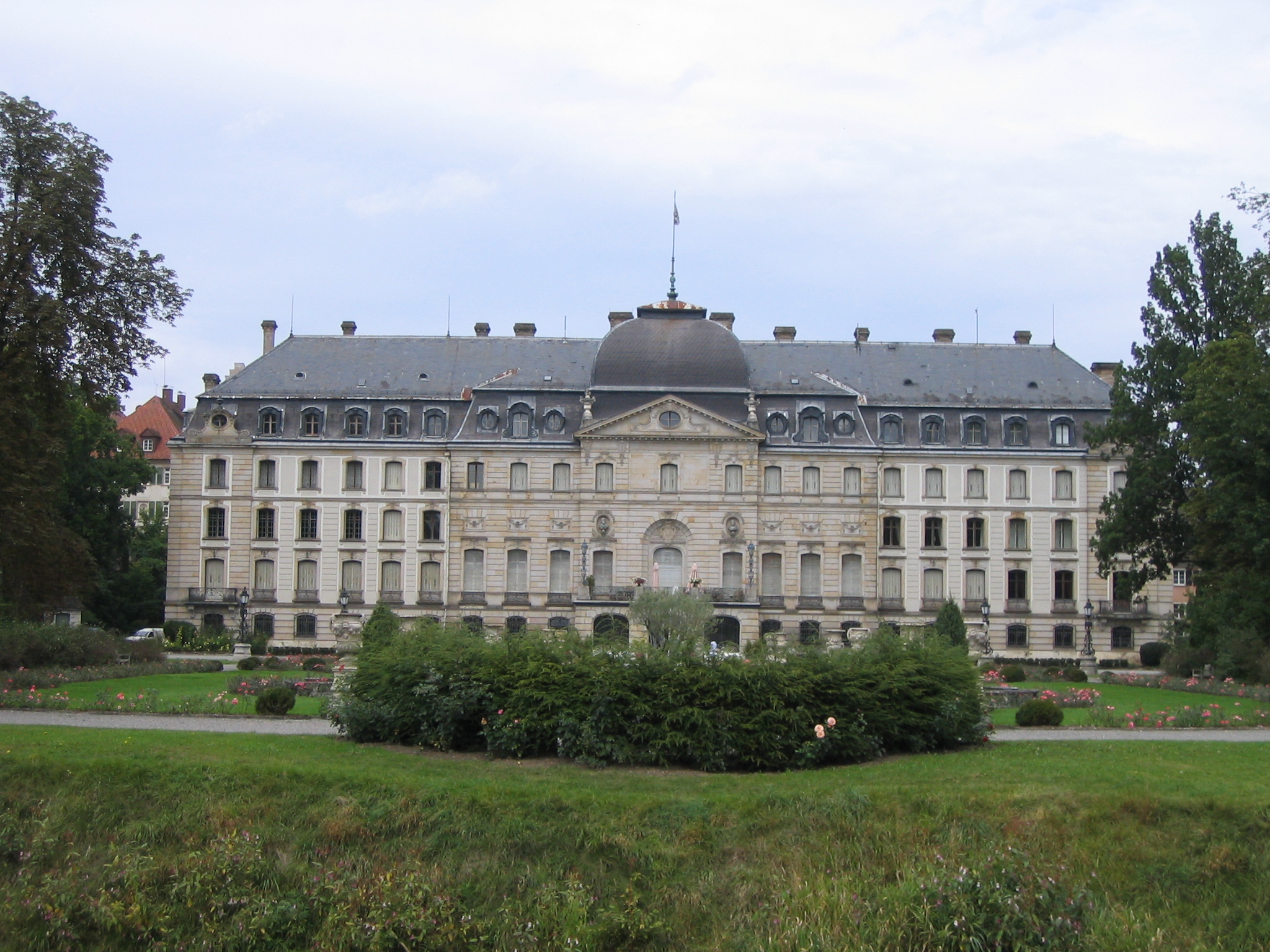
Schloss Donaueschingen
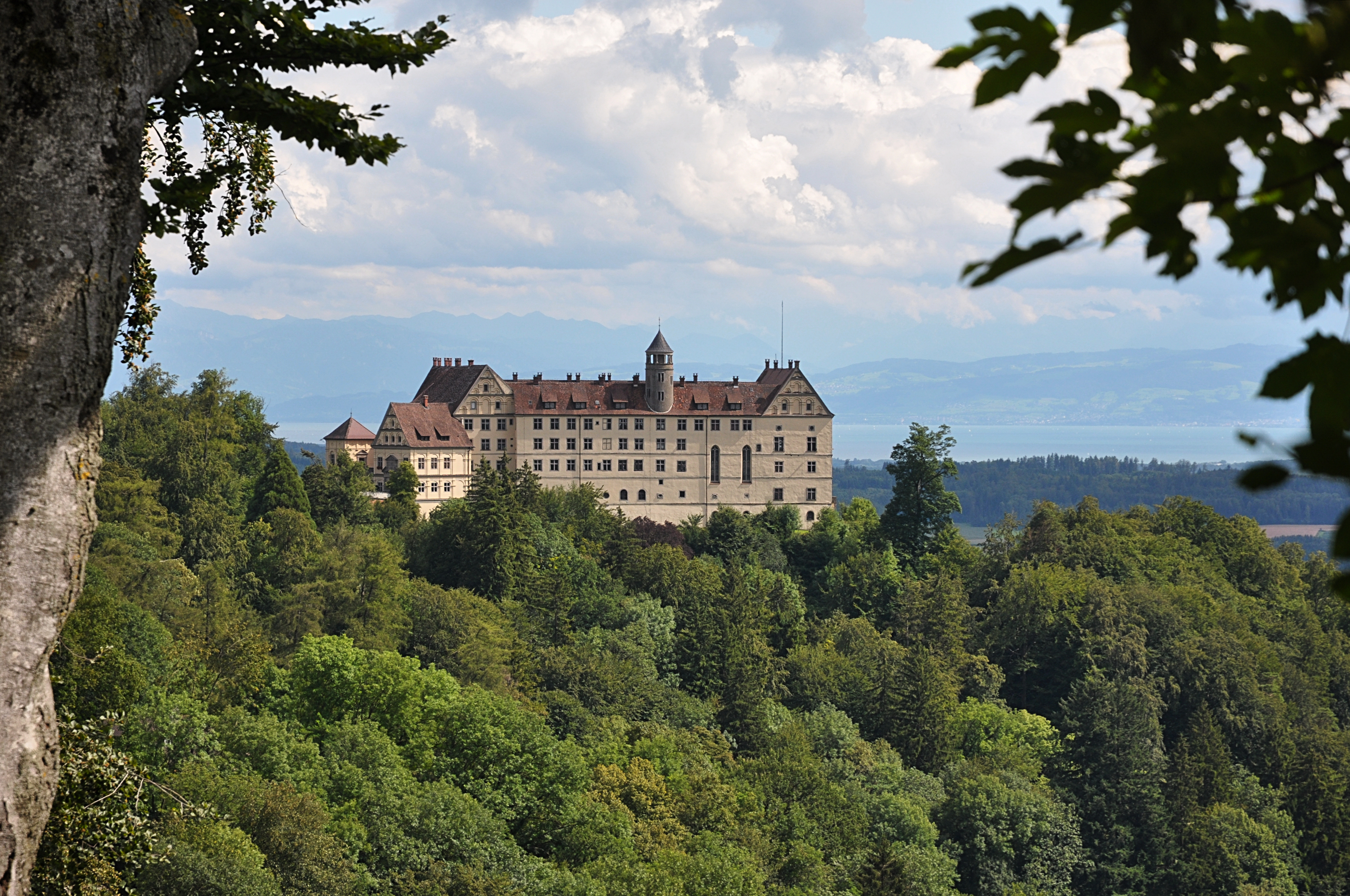
Schloss Heiligenberg am Bodensee
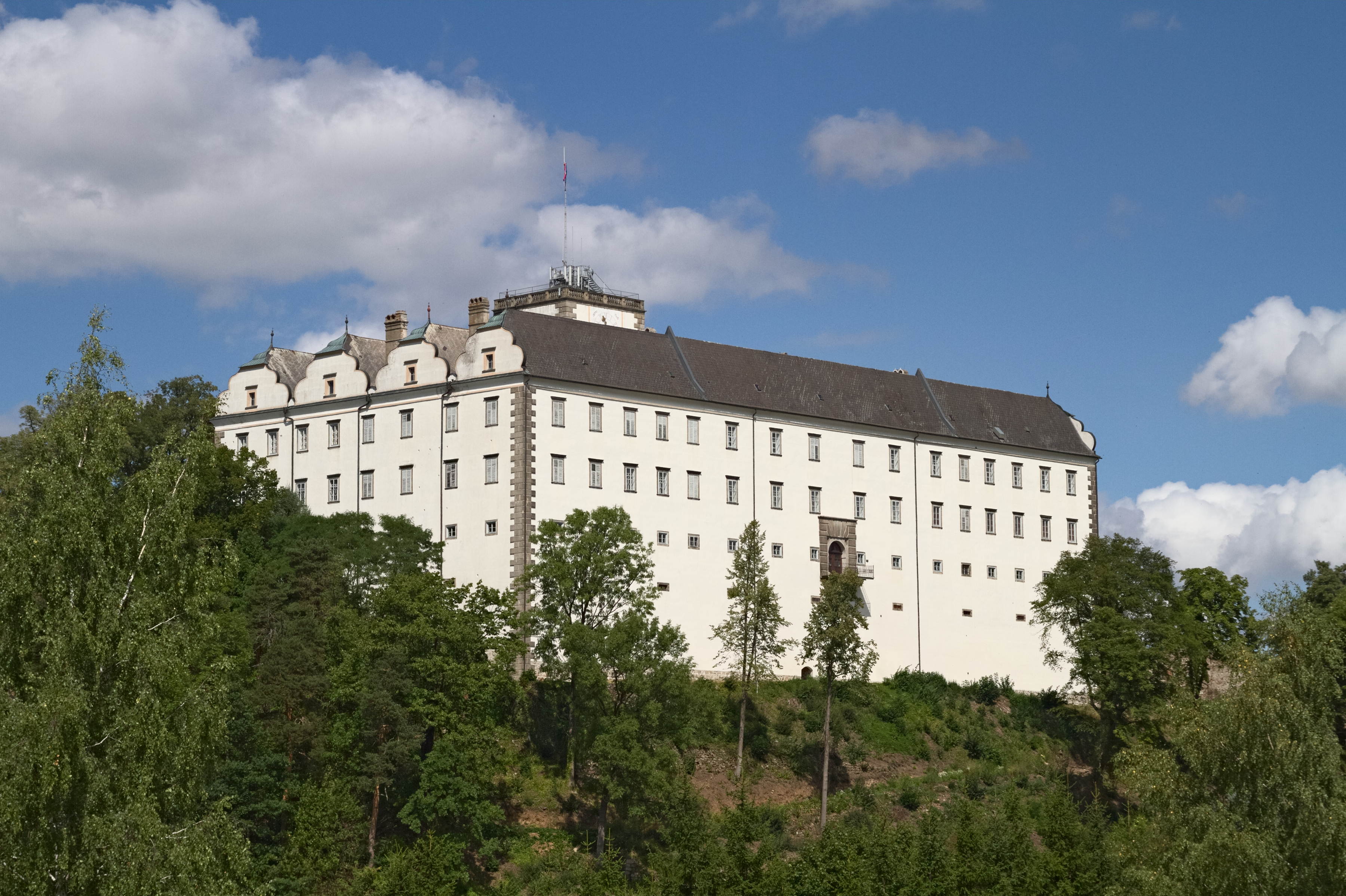
Schloss Weitra, Niederösterreich

Eine größere Machtsteigerung der Familie resultierte aus diesen territorialen Zugewinnen zunächst nicht. In Erbteilungen wurden diese Territorien immer wieder auf verschiedene Linien aufgeteilt. Erst Fürst Joseph Wilhelm Ernst zu Fürstenberg-Stühlingen (1699–1762) gelang nach dem Aussterben der Linien in Heiligenberg (1716) und Meßkirch (1744) die Zusammenfassung der verschiedenen Herrschaftsgebiete zu einem fürstenbergischen Staat mit einheitlicher Verwaltung. Dabei wurde das 1488 erworbene Donaueschingen zur neuen Residenz ausgebaut. Bis zur Vereinigung der beiden badischen Markgrafschaften Baden-Durlach und Baden-Baden 1771 bildete Fürstenberg das zweitwichtigste Territorium im deutschen Südwesten.
Während der Reformation trat Graf Wilhelm von Fürstenberg 1537 zum evangelischen Glauben über, bereits 1549 erfolgte jedoch die Rückkehr zur römisch-katholischen Kirche.
Das Fürstenhaus konnte sich in seinen Territorien gegen den ansässigen niederen Adel vollständig durchsetzen. Am 31. Oktober 1723 war die Hauptstadt und Residenz von Stühlingen nach Donaueschingen verlegt worden, weil es zum Ueberblicke der Angelegenheiten besser gelegen als das entfernte Stühlingen.

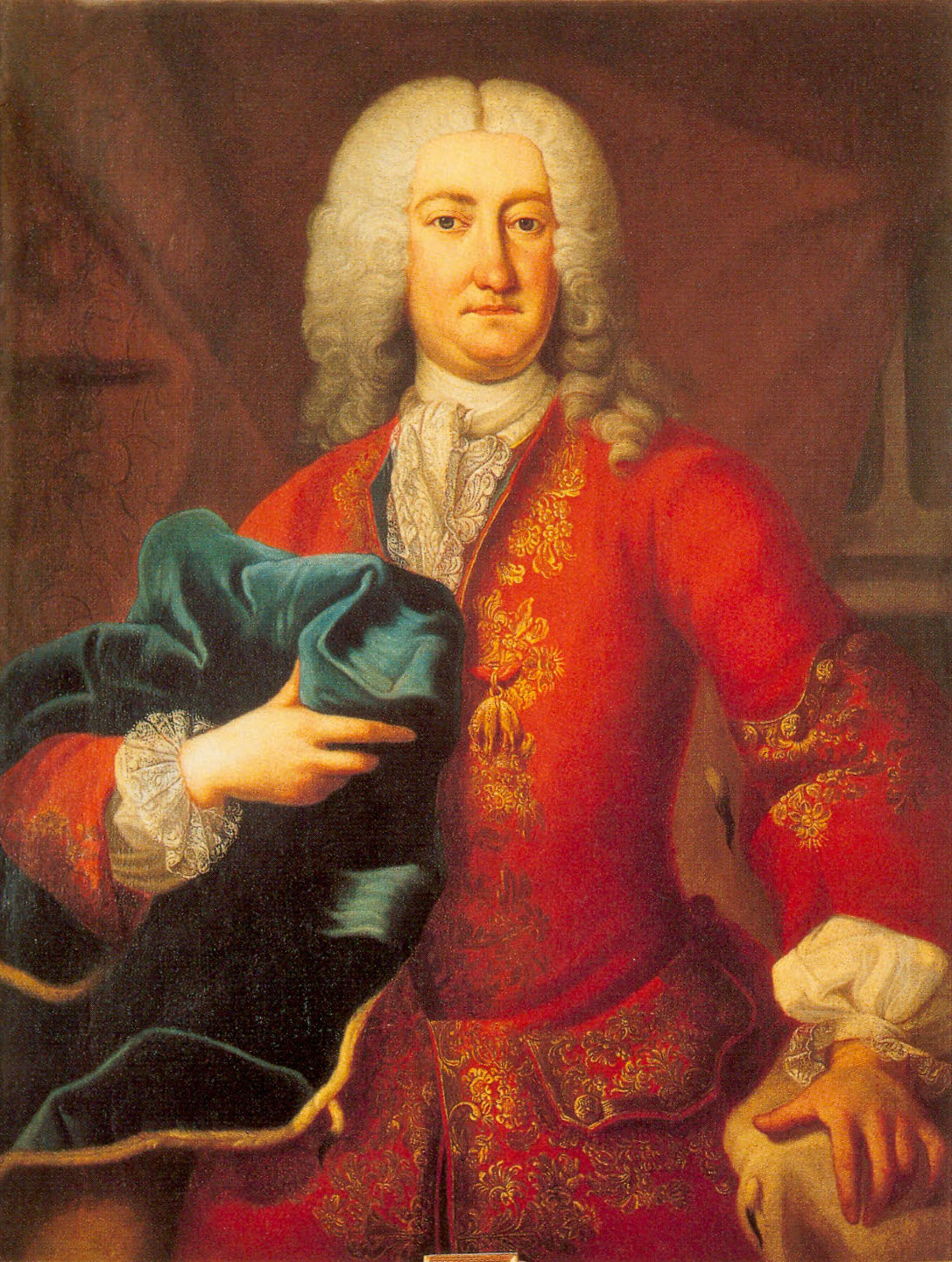
Josef Wilhelm Ernst, Fürst zu Fürstenberg (1699–1762)

Durch Vereinigung aller Herrschaften unter dem „Fürsten zu Fürstenberg“ Josef Wilhelm Ernst entstand 1744 ein mit größeren deutschen Territorialstaaten vergleichbares Gebilde, dem es jedoch an territorialer und administrativer Geschlossenheit sowie äußerer Machtstellung fehlte. Die Herrschaft hatte etwa 85.000 Einwohner und war in 14 Oberämter gegliedert. Der Regierung in Donaueschingen gehörten ein Kanzler, drei Hof- und zwei Kammerräte sowie der fürstliche Archivar an. Ihr unterstanden das Hofzahlamt und die Finanzverwaltung.
Fürst Josef Wilhelm Ernst mischte sich als kaiserlicher Prinzipalkommissar nur wenig in die Verwaltung seines Territoriums ein. Nachdem ihm als Parteigänger Karls VII. im Österreichischen Erbfolgekrieg die Güter seiner Frau Maria Anna Gräfin von Waldstein in Böhmen konfisziert worden waren, trat er für eine rasche Beendigung des Krieges ein. Er führte im Auftrag des bayerischen Kurfürsten Max Joseph wenig erfolgreich Friedensverhandlungen mit Maria Theresia.
Fürst Karl Joachim Aloys Franz de Paula floh 1798 und 1800 vor den französischen Truppen auf seine Besitzung nach Weitra. Nach dem frühen Tod des Fürsten wurde 1806 das fürstenbergische Territorium aufgrund der Rheinbundakte im Gefolge des Reichsdeputationshauptschlusses mediatisiert und großteils dem Großherzogtum Baden zugeschlagen. Der am linken Donauufer gelegene Landesteil ging an Hohenzollern-Hechingen. Das 1671 als Residenzschloss der Stühlinger Fürstenbergs erbaute Schloss Wolfach ging an Baden über. 
In Österreich-Ungarn, genauer im Königreich Böhmen und in der Markgrafschaft Mähren, hatten Mitglieder der Familie Fürstenberg hohe und höchste Ämter inne, so etwa das des Fürsterzbischofs von Olmütz oder des Bischofs von Brünn.
1896 starb die schwäbische Stammlinie aus, die Leitung des vereinigten fürstlich fürstenbergischen Hauses ging auf Max Egon II. zu Fürstenberg aus der böhmischen Sekundogeniturlinie über. Unter ihm wurde 1929 die böhmische Burg Křivoklát (Pürglitz) mit der Sammlung und der Bibliothek aus dem Palais Fürstenberg auf der Prager Kleinseite sowie das Schloss Lány (Lahn) an den tschechoslowakischen Staat verkauft.

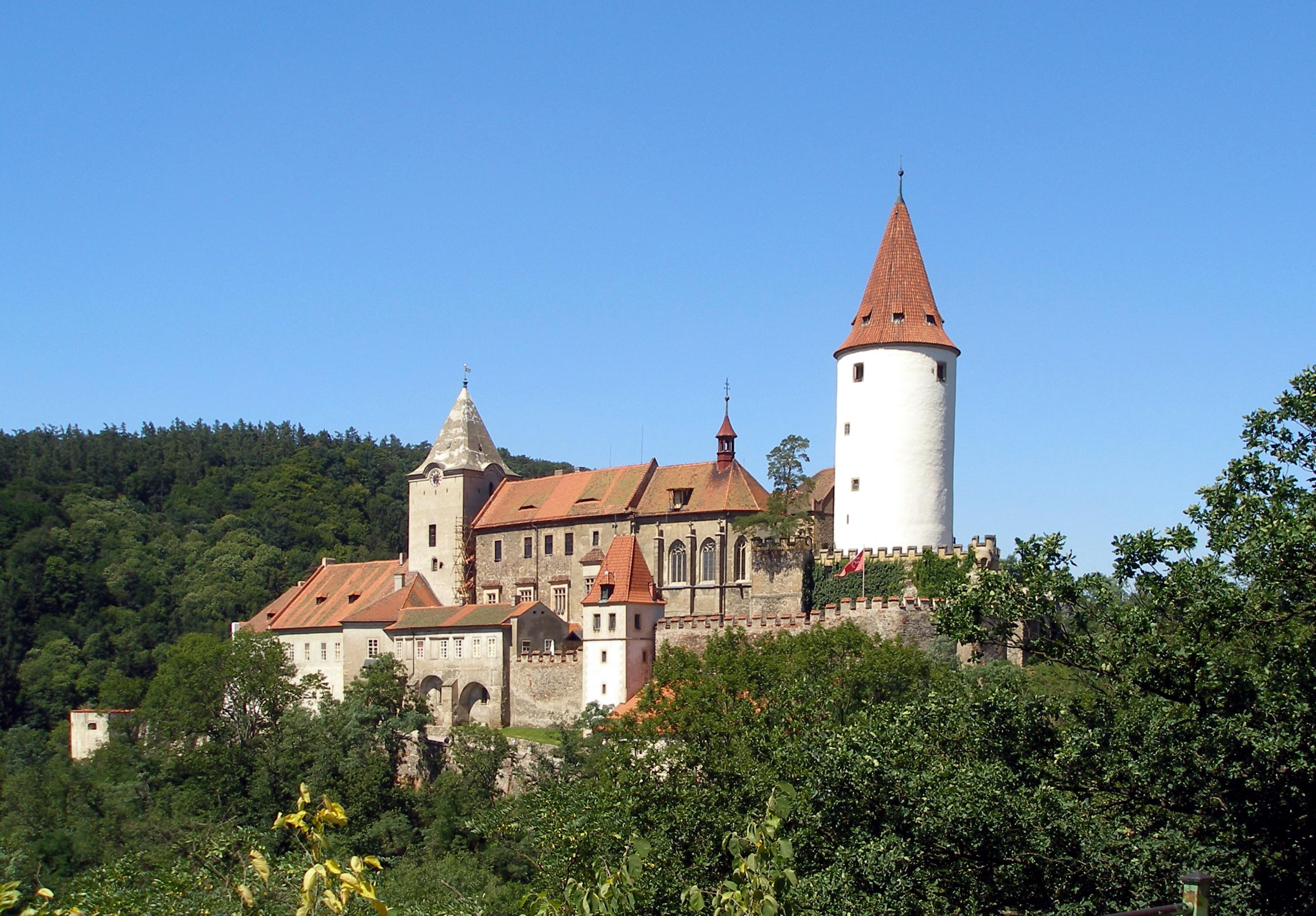
Schloss Pürglitz
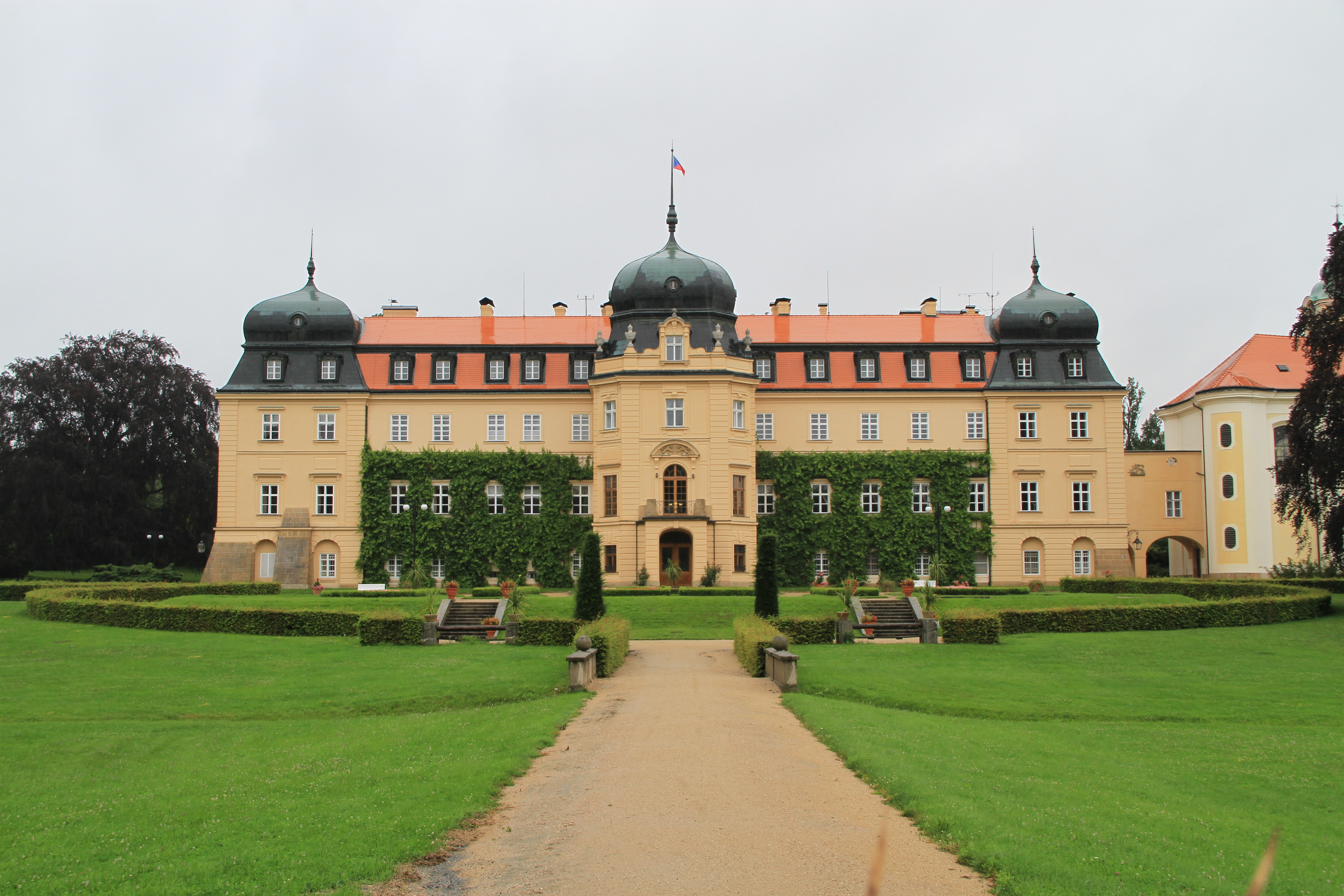
Schloss Lahn
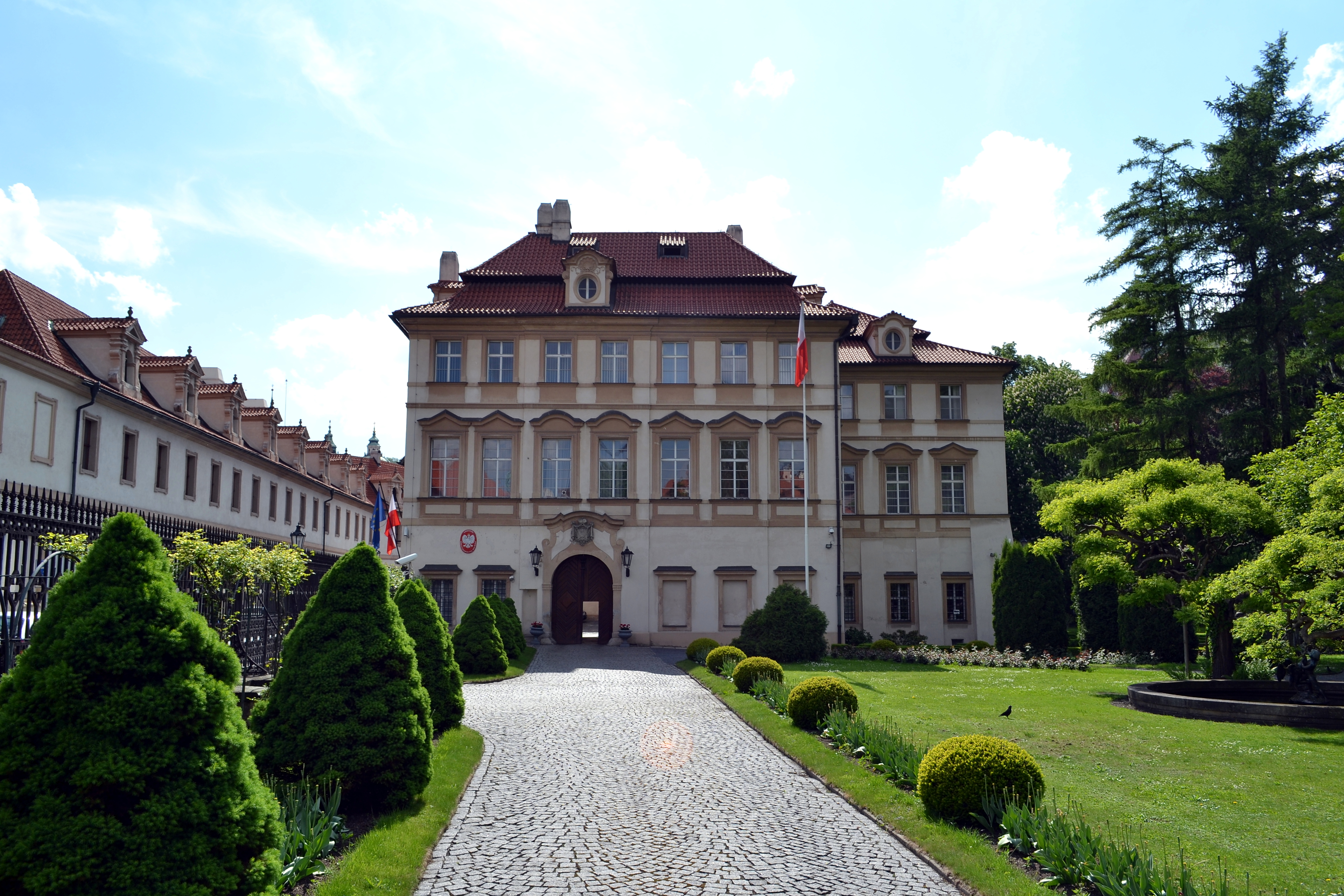
Palais Fürstenberg, Prag
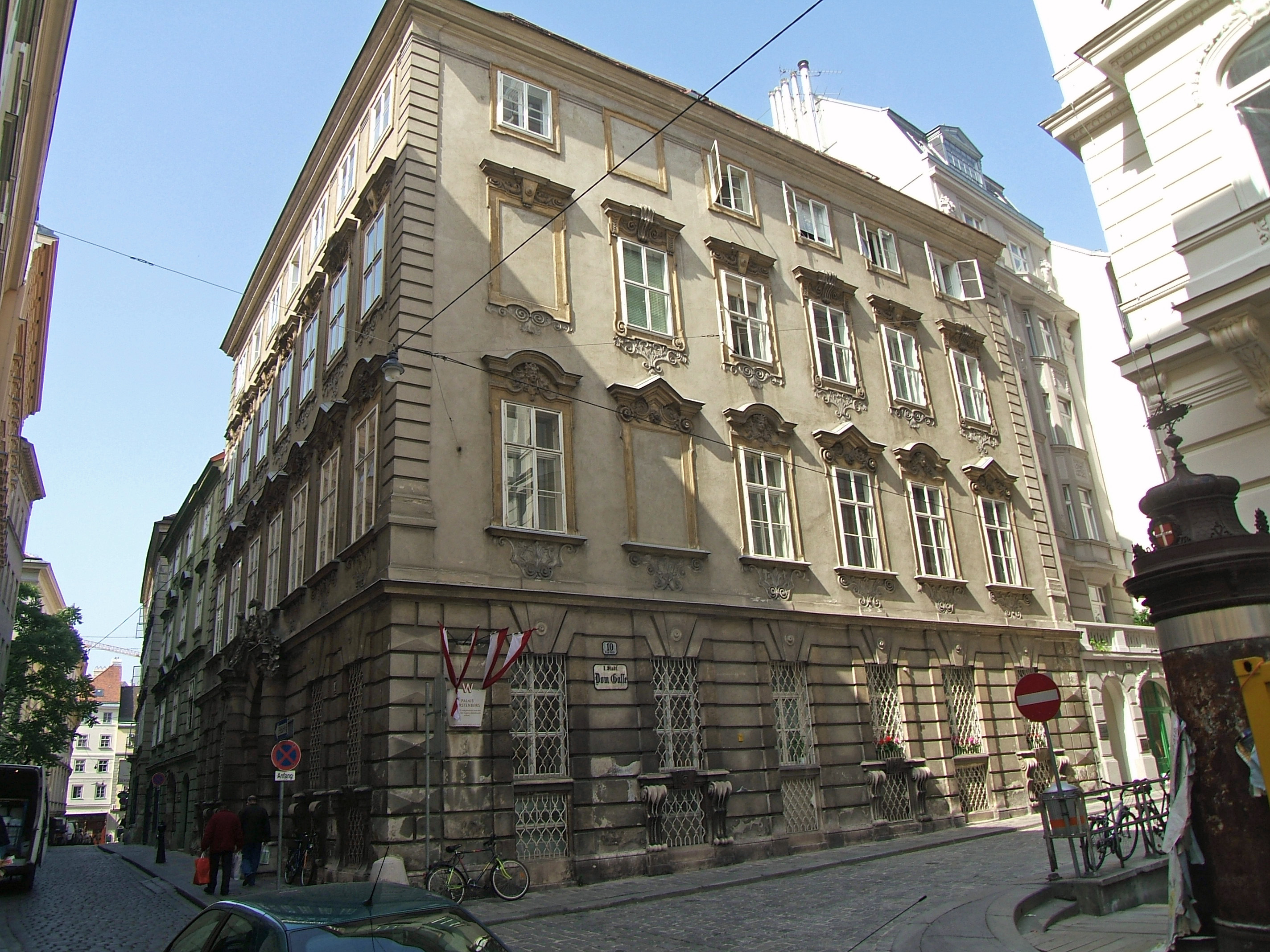
Palais Fürstenberg, Wien

Der Verlust ihrer traditionellen Herrschaftsrechte tangierte die Stellung der Familie allenfalls kurzfristig. Fürst Karl Egon II. brachte durch eine dynastische Verbindung mit dem großherzoglichen Haus Baden seinen Status als erster Standesherr in Baden zum Ausdruck. Sein Sohn Karl Egon III. organisierte das fürstenbergische Forst- und Hüttenwesen streng nach privatwirtschaftlichen Gesichtspunkten. Binnen weniger Jahre stieg er dadurch zu einem der reichsten Männer in Deutschland auf. Fürst Max Egon II. schließlich wandte seine Aufmerksamkeit vor allem der Fürstenbergbrauerei zu und baute sie zu einer der größten Brauereien des Deutschen Reiches aus („Tafelgetränk S.M. des Kaisers“). Was das Haus durch die Mediatisierung an staatlicher Stellung verloren hatte, versuchte es daneben durch kulturelle und soziale Aktivitäten auszugleichen. Mit den fürstlichen Instituten für Kunst und Wissenschaft, bestehend aus Sammlungen, Archiv und Hofbibliothek, errichteten die Fürsten Karl Egon II. (1796–1854) und Karl Egon III. (1820–1892) eine der größten Privatsammlungen in Europa und machten diese der Öffentlichkeit zugänglich. 1921 schließlich etablierte Max Egon II. zu Fürstenberg die Donaueschinger Musiktage, die sich zum wichtigsten Forum für zeitgenössische Musik wurden. Unter dem Patronat von Joachim zu Fürstenberg (1923–2002) erlangten ab 1954 auch die Donaueschinger Reitturniere internationale Bedeutung.
Größere Teile ihres wirtschaftlichen und kulturellen Imperiums haben die Fürstenberg jedoch im Lauf der Zeit wieder veräußert, darunter schon 1867 Schloss Neufra, 1869 Schloss Trochtelfingen und ab den 1970er Jahren Burg Wildenstein und Schloss Meßkirch sowie umfangreichen Wald- und Landbesitz, zuletzt 2011 Schloss Hohenlupfen in Stühlingen mit Ländereien. Der Waldbesitz soll 2015 noch "ca. 18.000 Hektar" umfassen, dazu Waldbesitz in Kanada und Österreich. Mit der Lignis GmbH & Co. KG baute Heinrich Prinz zu Fürstenberg ein Unternehmen zur Holzvermarktung auf, an dem er viele namhafte Fürstenhäuser beteiligte: Waldburg-Wolfegg, Leiningen, Löwenstein-Wertheim-Rosenberg und Sayn-Wittgenstein-Hohenstein – zusammen 52.000 Hektar Wald. Die Familie ist zudem Franchisepartnerin der Friedwald GmbH und betreibt als Süddeutschlands größter Anbieterin von Urnenplätzen sechs Waldbestattungsanlagen auf 256 ha sowie einen Tierfriedhof. Ein Zweig der Familie bewohnt bis heute das Schloss Werenwag, welches 1671 vorübergehend und erneut 1830 in den Besitz des Hauses Fürstenberg gekommen ist. 

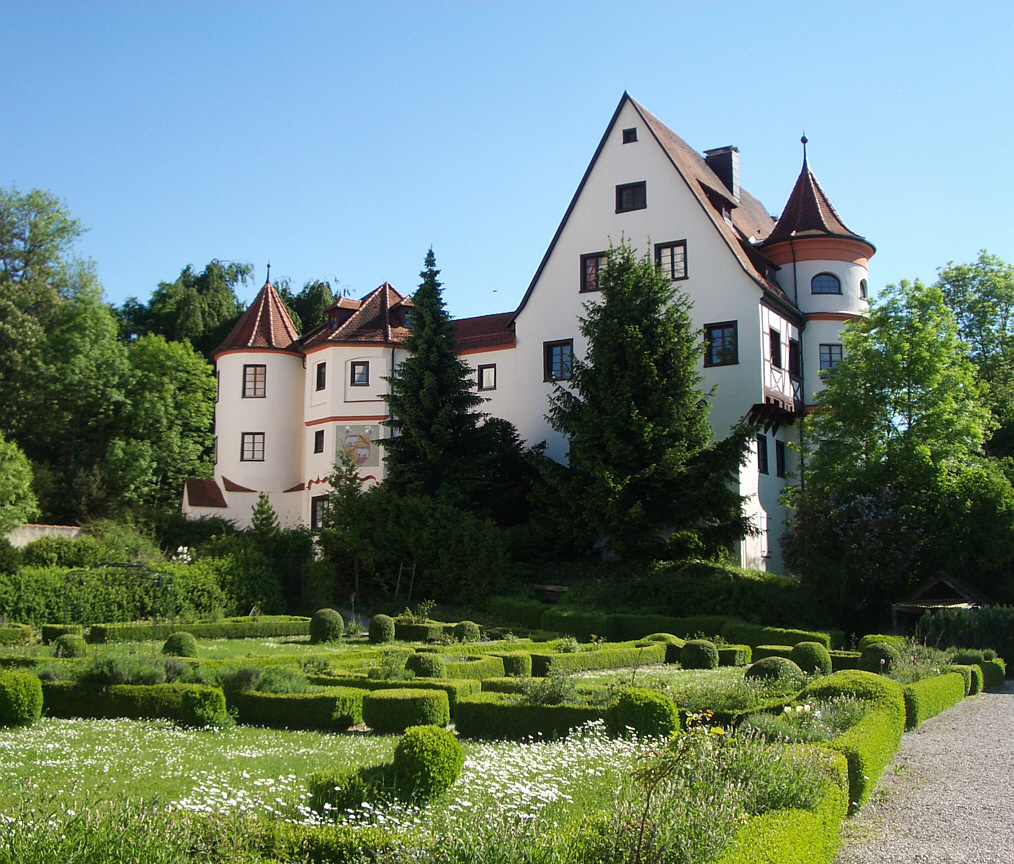
Schloss Neufra
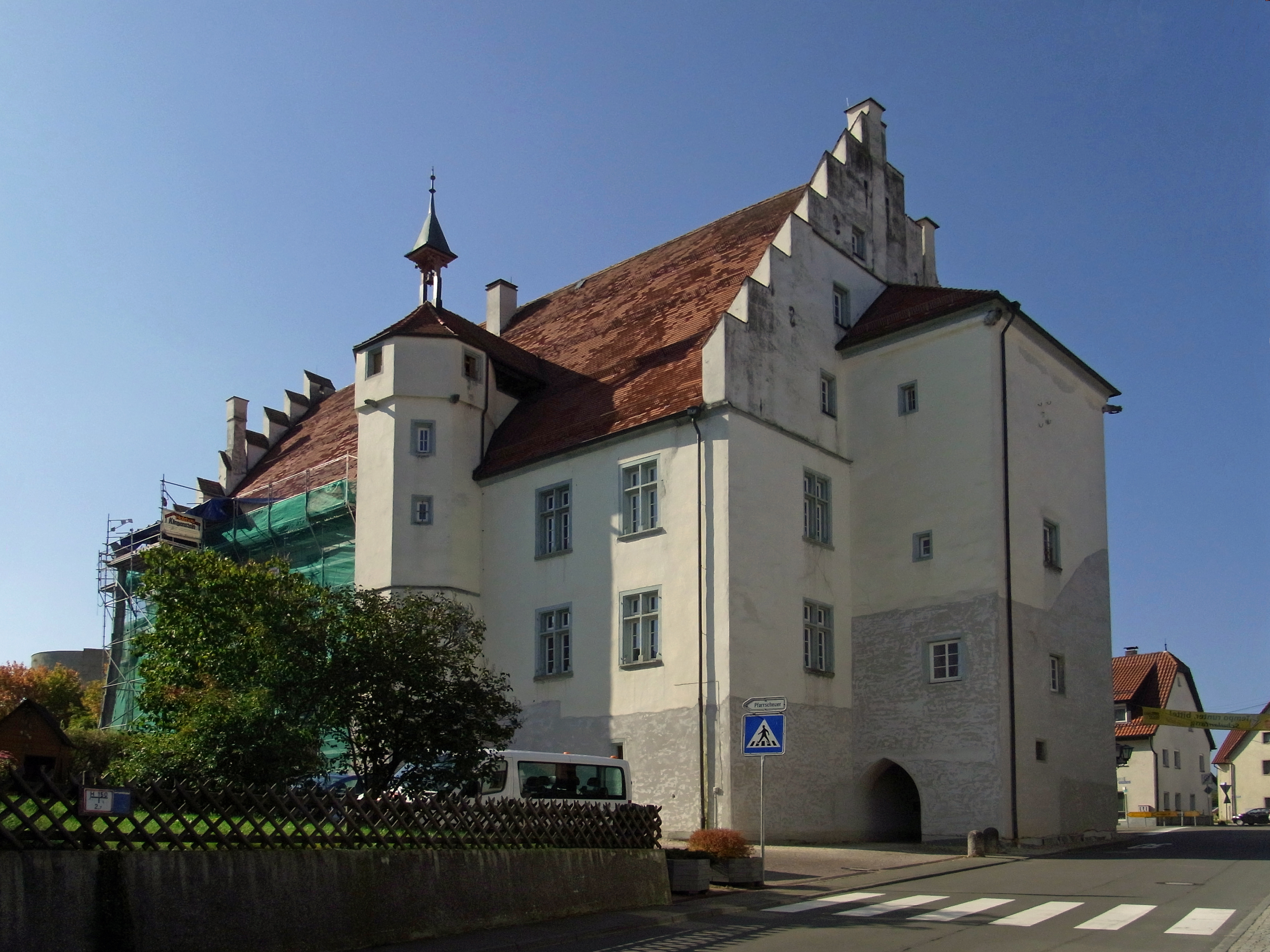
Schloss Trochtelfingen
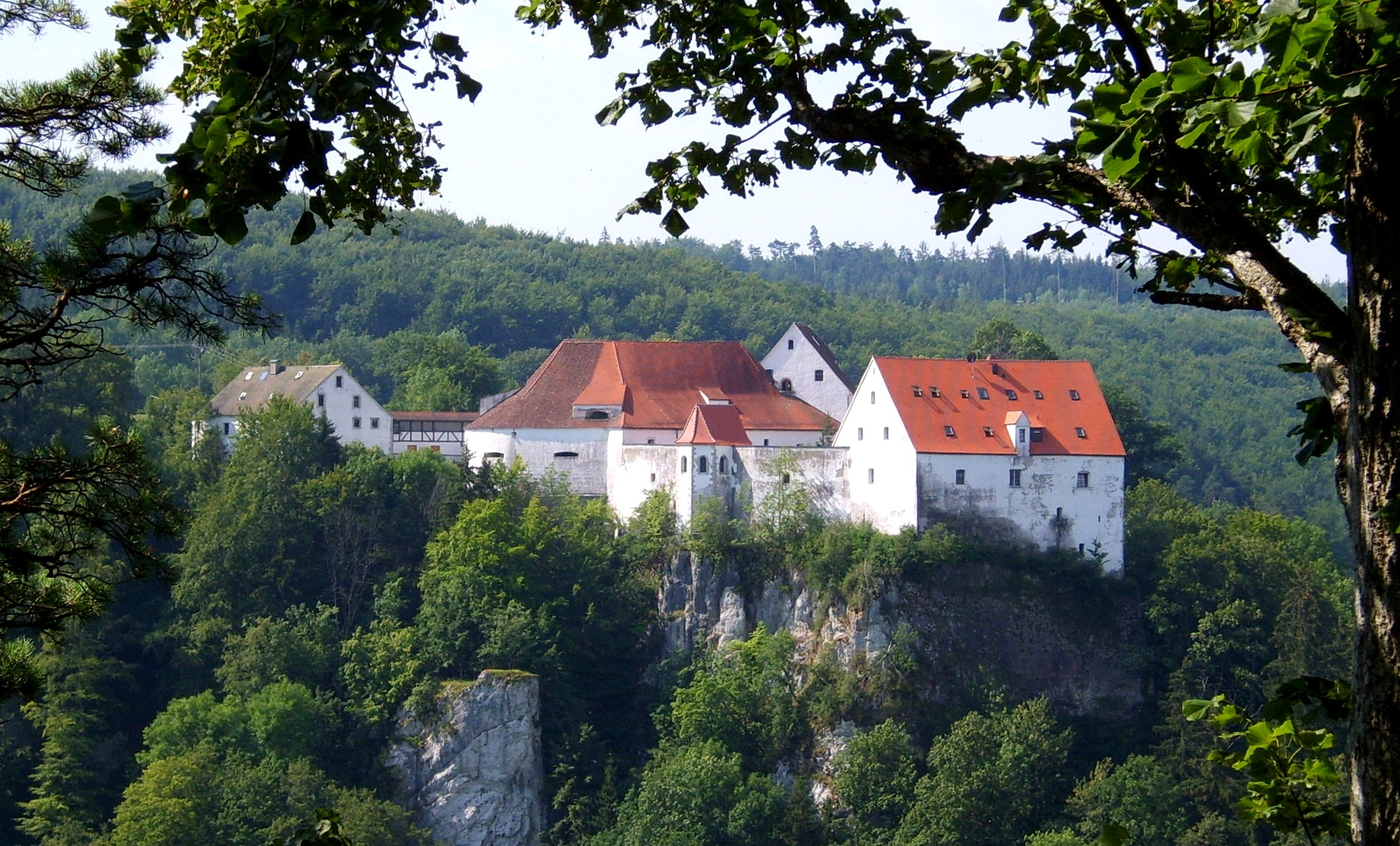
Burg Wildenstein
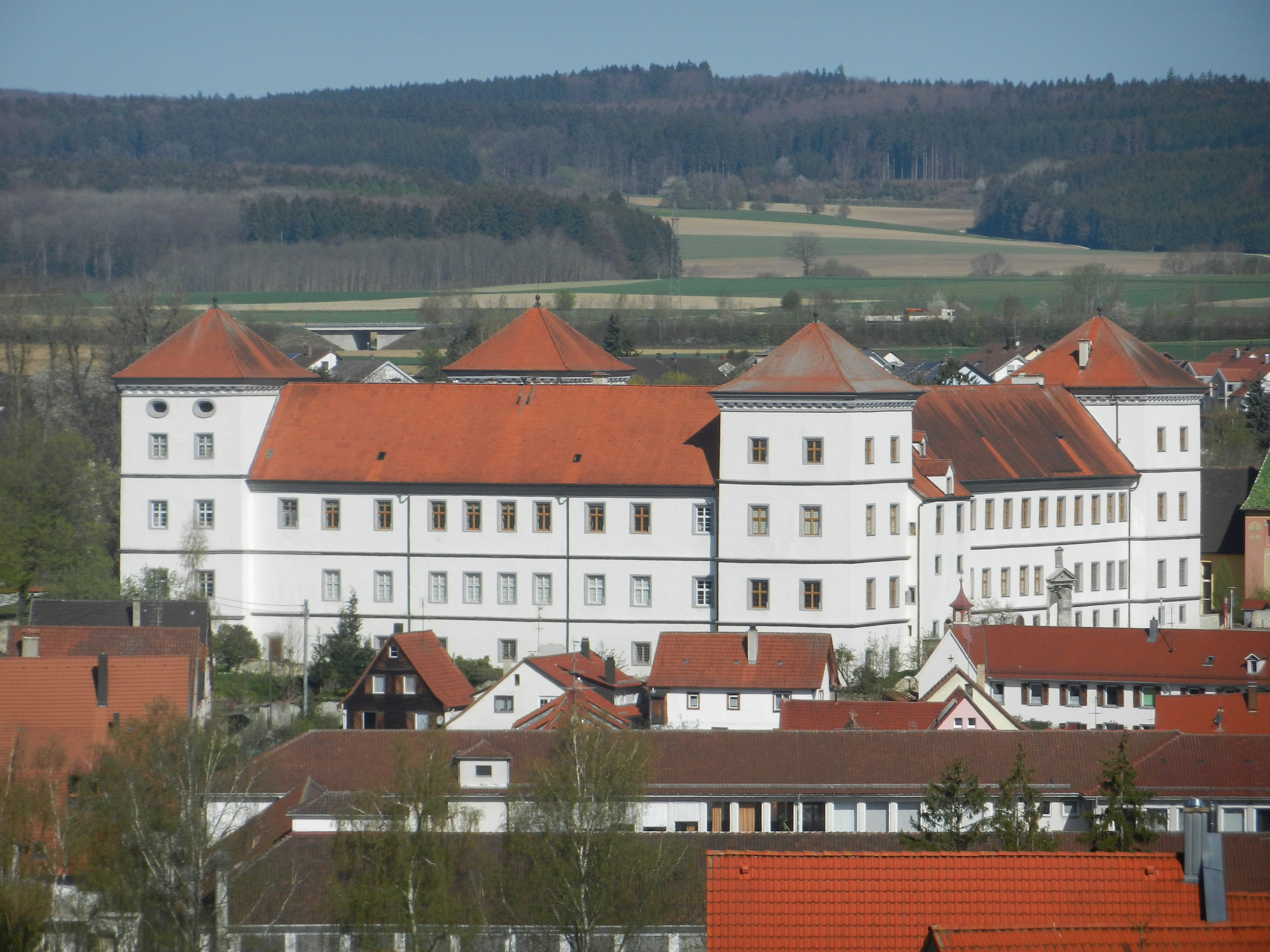
Schloss Meßkirch
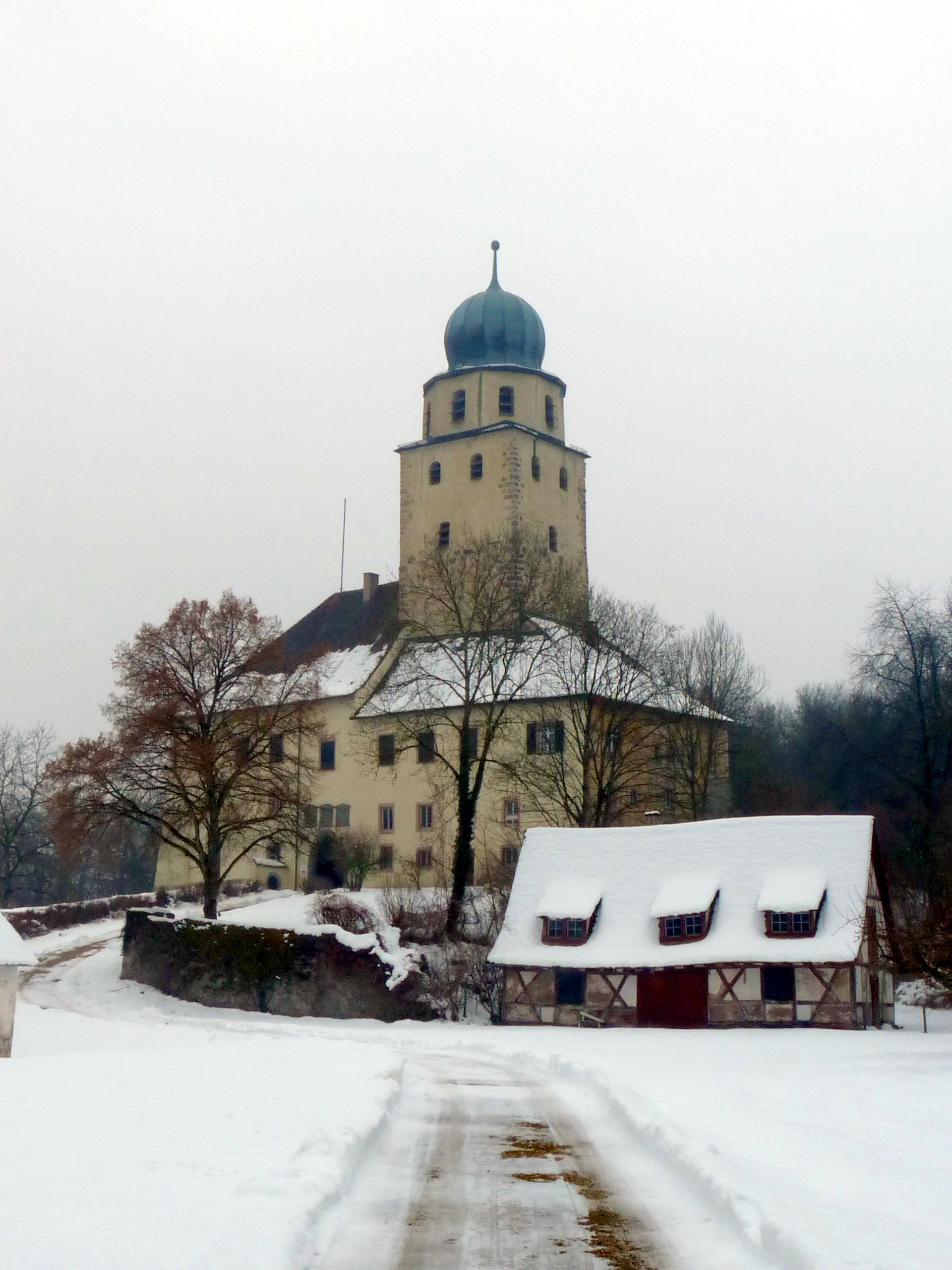
Schloss Hohenlupfen
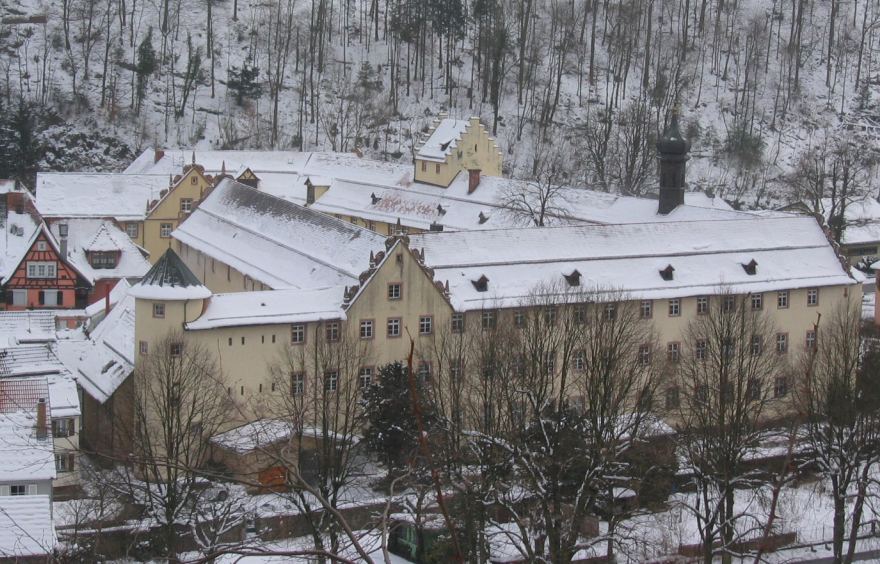
Schloss Wolfach
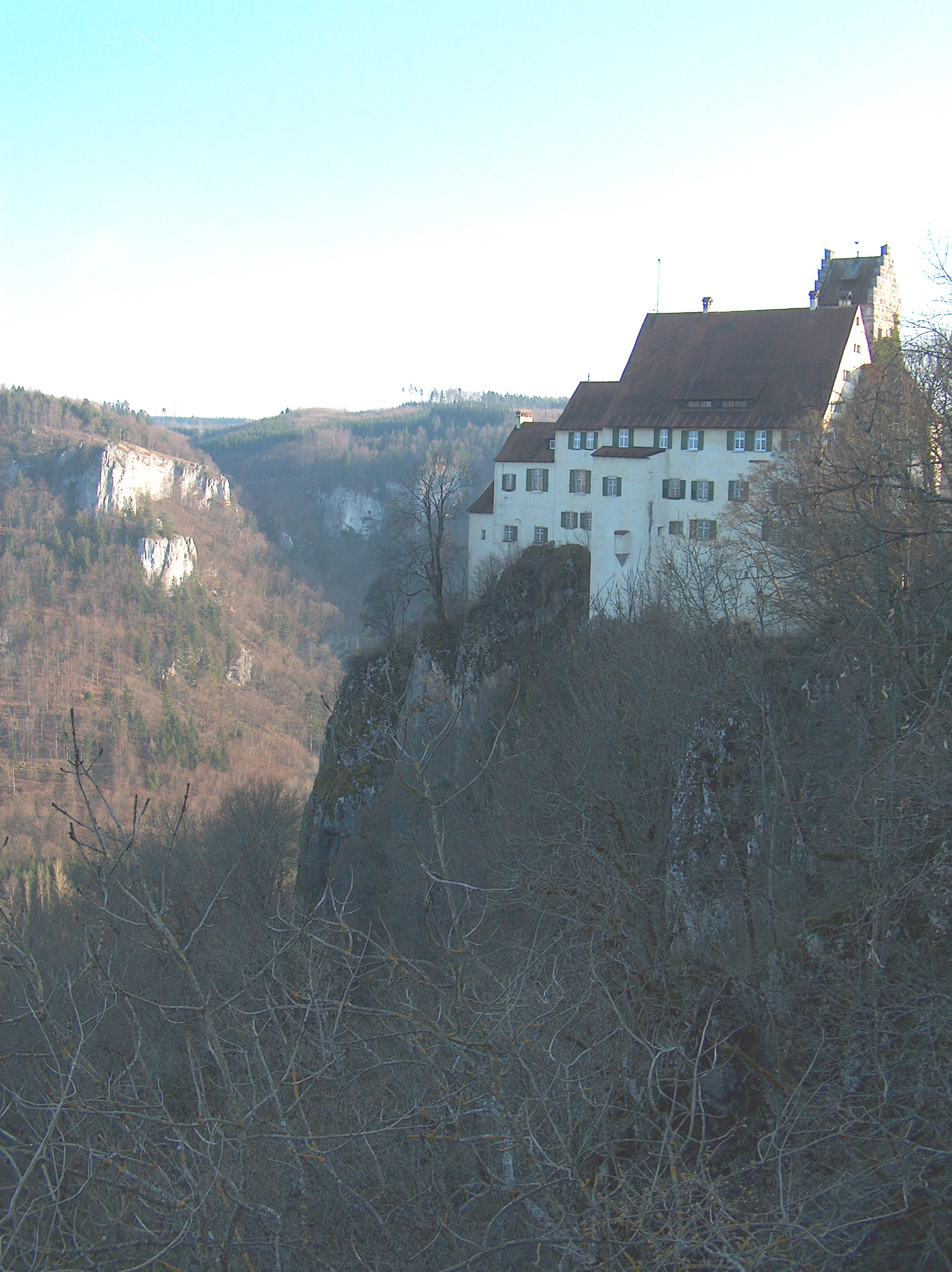
Schloss Werenwag

Von Beginn der 1980er Jahre an wurde die einzigartige und kulturhistorisch hochbedeutende Hofbibliothek Donaueschingen schrittweise veräußert. Zunächst kam es zum Verkauf einzelner, teilweise herausragender Handschriften. Während die verbliebenen Handschriften und Musikalien vom Land Baden-Württemberg 1992 geschlossen erworben wurden, wurde das übrige, darunter die einzigartige Inkunabelsammlung und der geschlossene Bestand der über 11.000 Drucke umfassenden Sammlung des berühmten Bibliophilen und Nestors der Altgermanistik, des in morganatischer Ehe mit der verwitweten Fürstin Elisabeth von Fürstenberg (1767–1822) verbundenen Freiherrn Joseph von Laßberg (1770–1865), von 1994 bis 2002 in mehreren Tranchen über verschiedene Auktionshäuser versteigert, nachdem Verhandlungen mit dem Land Baden-Württemberg über einen geschlossenen Ankauf gescheitert waren und dieses lediglich einen Teil der Inkunabeln vorab erworben hatte. 1999 wurde die Musikaliensammlung verkauft, 2002 die Sammlung mittelalterlicher Tafelgemälde, darunter der Wildensteiner Altar des Meisters von Meßkirch. Ein Großteil der Sammlung ist heute Bestandteil der Sammlung Würth und ausgestellt in der Johanniterkirche in Schwäbisch Hall, 2004 folgte schließlich die Brauerei.
In Donaueschingen zu besichtigen ist die historische Naturkundesammlung mit Fossilien und Mineralien, präparierten Tieren und die Sammlung zur Geschichte des Hauses Fürstenberg sowie Moderne Kunst, in einem eigens dazu erbauten historischen Museumsgebäude nahe beim Schloss, die Hofbibliothek ist dem Publikum zu den Öffnungszeiten zugänglich.

## Grafen von Fürstenberg – Stammlinie
Die folgenden angegebenen Jahreszahlen sind jeweils die Regierungszeit:
- Heinrich I. (1250–1284)
- Friedrich I. (1284–1296)
- Heinrich II. (1303–1337)
- Heinrich III. (1337–1367)
- Heinrich IV. (1367–1408)
- Heinrich V. (1408–1441)
- Konrad (1441–1484)
- Wolfgang (1484–1509) – (bis 1499 gemeinsam mit Heinrich VII.)
- Friedrich II. (1510–1559) – (bis 1549 gemeinsam mit Wilhelm)
- Christoph I. (?–?)
- Albrecht (?–1599)
- Christoph II. (1599–1614)

### Die Seitenlinie Fürstenberg-Haslach 1284–1386
Bereits unter den Söhnen des Stammvaters Heinrich I. kam es wieder zu einer Erbteilung. Während Friedrich die Hauptlinie fortsetzte, begründete Egon 1284 die Seitenlinie Fürstenberg-Haslach, die allerdings bereits 1386 mit dem Tod des Grafen Johann in der Schlacht von Sempach in der männlichen Linie ausstarb. Heinrich IV. konnte nach einem langwierigen Erbstreit mit dem Grafen Friedrich XI. von Hohenzollern und dem Bischof von Straßburg, Friedrich von Blankenheim, die Eigengüter und Reichslehen der Nebenlinie für das Haus Fürstenberg erhalten, wobei er jedoch auf drei andere Dörfer verzichten musste.

#### Die Grafen von Fürstenberg-Haslach
Die folgenden angegebenen Jahreszahlen sind jeweils die Regierungszeit:
- Egon (Egen) (1284–1324)
- Gottfried (Götz), (1324–1341)
- Hugo (Hug) (1341–1371)
- Johann (Hans) (1371–1386)

### Die Seitenlinie Fürstenberg-Wolfach 1407–1490
Unter den Söhnen von Graf Heinrich IV. wurden die fürstenbergischen Lande wieder aufgeteilt. Während die Stammburg und die Landgrafschaft Fürstenberg an Heinrich V. fielen und Egon die Herrschaft Wartenberg mit der Stadt Geisingen erhielt, kamen die fürstenbergischen Besitzungen im Kinzigtal mit den Städten Wolfach und Haslach an Konrad. Konrad begründete eine eigene Seitenlinie Fürstenberg-Wolfach oder Fürstenberg-Kinzigtal. Heinrich und Egon regierten einige Besitzungen im Schwarzwald gemeinsam und treten auch in den Urkunden häufig gemeinsam auf. Nachdem die Seitenlinie 1490 mit dem Tod Heinrich VI. ausstarb, erbte dessen Vetter, Wolfgang den Hauptteil seiner Besitzungen. Nachdem Konrads älterer Bruder, Heinrich VII., bereits 1499 starb, waren die fürstenbergischen Besitzungen wieder vereinigt.

#### Die Grafen von Fürstenberg-Wolfach
Die folgenden angegebenen Jahreszahlen sind jeweils die Regierungszeit:
- Konrad (1407–1419): übernahm bereits vor dem Tod seines Vaters die Regentschaft
- Heinrich VI. (1419–1490): war beim Tod seines Vaters 1419 noch unmündig, weshalb bis 1432 eine vormundschaftliche Regierung unter seinen beiden Onkeln Egon und Heinrich V. die Herrschaft übernahm.[20][21]

## Der Aufstieg in den Reichsfürstenstand
Die Fürstenberger gehörten dem Reichsgrafenstand an. 1664 wurden Hermann Egon aus der Linie Fürstenberg-Heiligenberg und seine geistlichen Brüder Franz Egon (Bischof von Straßburg) und Wilhelm Egon (Kardinal) von Kaiser Leopold in den Fürstenstand erhoben.
Nachdem die Linie Fürstenberg-Heiligenberg 1716 ausgestorben war, wurden die Grafen Froben Ferdinand zu Fürstenberg-Mößkirch und Joseph Wilhelm Ernst zu Fürstenberg-Stühlingen durch Kaiser Karl VI. zu Reichsfürsten ernannt.

## Grafen und Fürsten von Fürstenberg-Heiligenberg

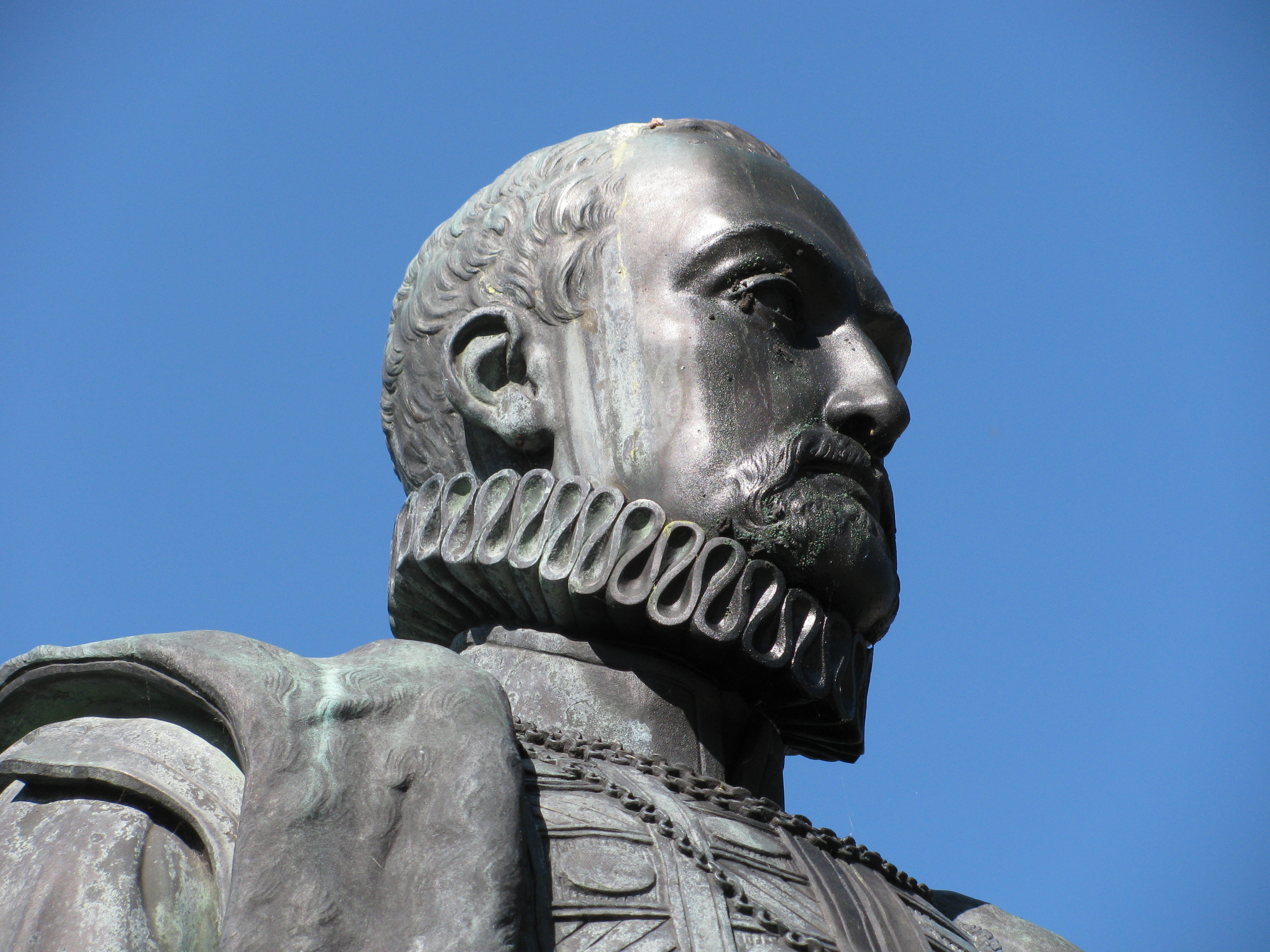
Joachim Graf zu Fürstenberg (1538–1598)

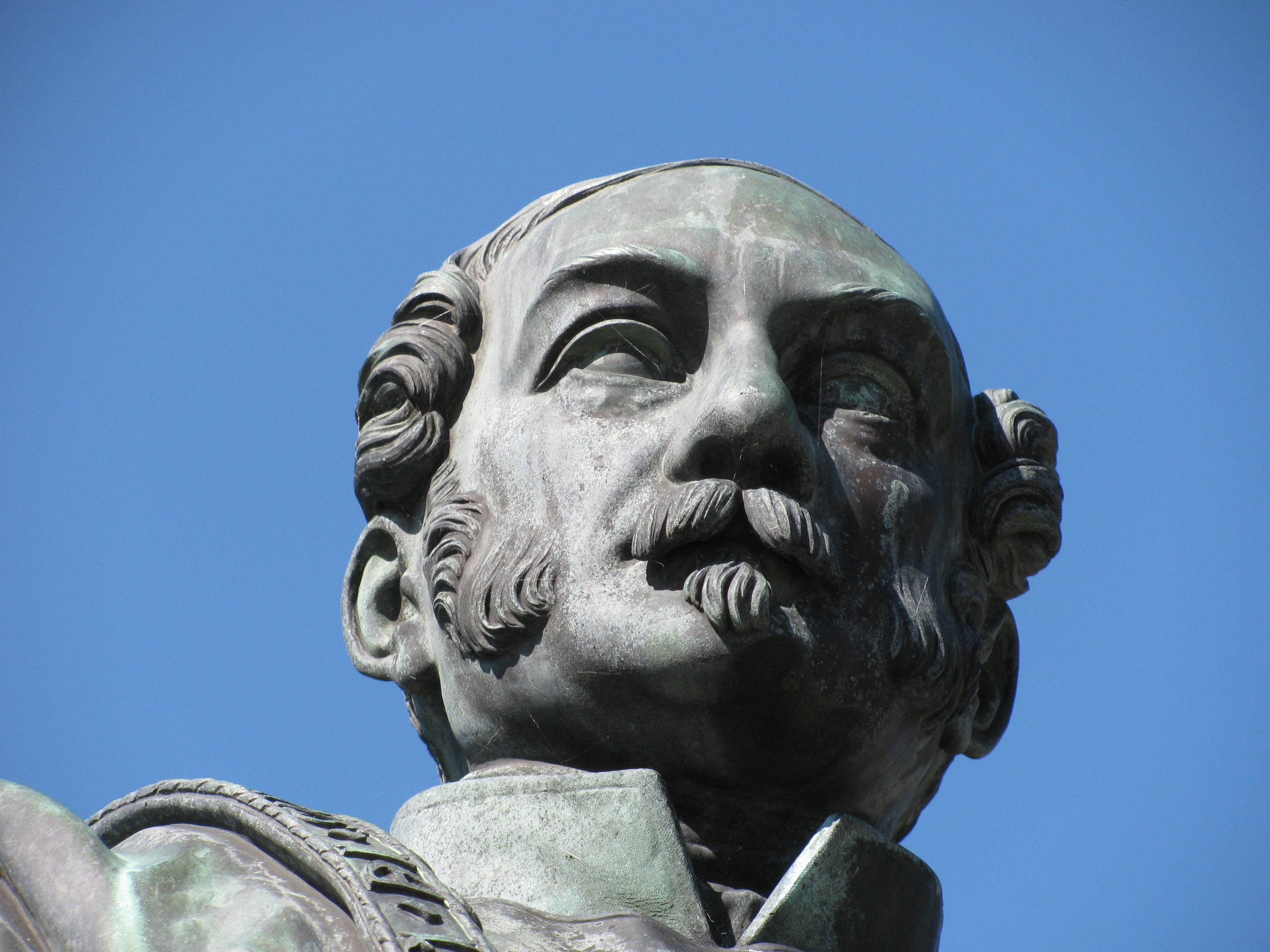
Carl Egon II. Fürst zu Fürstenberg (1796–1854)

Die Grafschaft Fürstenberg-Heiligenberg wurde 1559 von der Grafschaft Fürstenberg-Baar abgespalten. Von Fürstenberg-Heiligenberg spaltete sich 1617 die Linie Fürstenberg-Donaueschingen ab, die jedoch bereits 1698 zum mittlerweile (1664) zum Fürstentum erhobenen Fürstenberg-Heiligenberg zurückfiel. Die gesamte Linie fiel 1716 an die Fürsten von Fürstenberg-Fürstenberg.
Die folgenden angegebenen Jahreszahlen sind jeweils die Regierungszeit:
- Joachim, Graf (1559–1598)
- Friedrich IV., Graf (1598–1617)
- Wilhelm II., Graf (1617–1618)
- Egon VIII., Graf (1618–1635)
- gemeinsame Regierung:
  - Ernst Egon, Graf (1635–1652)
  - Hermann Egon, Graf, seit 1664 Fürst (1635–1674)
  - Ferdinand Friedrich Egon, Graf (1635–1662)
- gemeinsame Regierung:
  - Maximilian Joseph (1662–1676)
  - Anton Egon, Fürst (1674–1716)

## Stammlinie der Fürstenberger Linie zu Meßkirch-Wildenstein
- 1.1 Wratislaus II. (* ?; † 1642): Sohn des Christoph II. von Fürstenberg, Stifter der Fürstenberger Linie zu Meßkirch[24] -Wildenstein, 1. ⚭ Johanna Eleonora, Erbin von Gundelfingen, Meßkirch, Hayingen und Neufra, Tochter des Froben Christoph Graf von Helfenstein, Freiherr von und zu Gundelfingen; 2. ⚭ Franzisca Carolina, Erbin von ein Drittel Helfenstein-Wiesensteig, Wildenstein und Falkenstein, Tochter des Rudolf III. Graf von Helfenstein-Wiesensteig
- 2.1 Franz Christoph (* ?; † 1671)
- 3.1 Froben Ferdinand (* 1664; † 1741): Reichsfürst (1716–1741); ⚭ Gräfin Maria Theresia Felicitas von Sulz
- 4.1 Karl Friedrich (* 1714; † 1744): Reichsfürst (1741–1744); ⚭ Herzogin Maria Gabriele Felicitas von Schleswig-Holstein-Sonderburg-Wiesenburg; starb kinderlos.
  - 3.2 Karl Egon
  - 3.3 Philipp Karl
  - 2.2 Froben Maria
  - 2.3 Ferdinand Rudolf

## Grafen und Fürsten zu Fürstenberg aus der Stühlinger Linie
- Friedrich Rudolf (* 1602; † 1655): Begründer der Linie Fürstenberg-Stühlingen.
- Maximilian Franz (* 1634; † 1681)
- Prosper Ferdinand (* 1662; † 1704)
- Josef Wilhelm Ernst (* 1699; † 1762): ⚭ Maria Anna von Waldstein. Nach dem Aussterben der Linie Fürstenberg-Meßkirch beerbte Joseph den Fürsten Karl Friedrich und vereinigte alle fürstenbergischen Lande in Schwaben. Er organisierte eine einheitliche Landesverwaltung und gilt daher als der eigentliche Begründer des Fürstentums.
- Josef Wenzel (* 1728; † 1783): ⚭ Gräfin Maria Josepha von Friedberg-Trauchburg-Scheer
- Joseph Maria Benedikt Karl (* 1758; † 1796): ⚭ Maria Antonia von Hohenzollern-Hechingen
- Karl Joachim Aloys Franz de Paula (* 1771; † 1804):[25] ⚭ Karoline von Fürstenberg-Weitra; die Ehe blieb kinderlos und die Linie Fürstenberg-Stühlingen starb mit Karl Joachim aus; das gesamte Erbe ging an Karl Egon II. von der böhmischen Subsidiallinie über.

## Mediatisierte Fürsten und badische Standesherren
Als Standesherren genossen die seit 1806 mediatisierten Fürsten zu Fürstenberg gemäß dem Artikel XIV der Deutschen Bundesakte von 1815 noch zahlreiche Sonderrechte, die zwar in der Märzrevolution weitgehend verloren gingen, jedoch blieb die Anwartschaft auf einen Sitz in der ersten Kammer der Badischen Ständeversammlung bis 1918 bestehen.
Nachfolgend die Liste der Fürsten zu Fürstenberg als badische Standesherren bis zum Untergang der Monarchie 1918 mit vorangestellter Amtszeit:
- 1804–1854 Karl Egon II. zu Fürstenberg (* 1796; † 1854): Vizepräsident der Ersten Kammer der badischen Ständeversammlung; ⚭ Prinzessin Amalie von Baden
- 1854–1892 Karl Egon III. zu Fürstenberg (* 1820; † 1892): Präsident des Vereins der deutschen Standesherren; ⚭ Prinzessin Elisabeth Henriette Reuß ältere Linie
- 1892–1896 Karl Egon IV. zu Fürstenberg (* 1852; † 1896): Standesherr und Politiker; ⚭ Gräfin Dorothea von Talleyrand-Périgord
- 1896–1918 Max Egon II. zu Fürstenberg (* 1863; † 1941): Standesherr und Politiker; ⚭ Gräfin Irma von Schönborn-Buchheim

## Chefs des Hauses Fürstenberg
Nach dem Untergang der Monarchie in der Novemberrevolution wurden sämtliche öffentlich-rechtlichen Adelsprivilegien abgeschafft. Seitdem existiert das Haus Fürstenberg nur noch als privatrechtlicher Familienverband. Die bisherigen Adelsbezeichnungen wurden 1919 zu Bestandteilen des bürgerlichen Familiennamens, jedoch unter Wegfall der bisherigen Primogeniturtitel. Nur Fürst Max Egon II. durfte gemäß den gesetzlichen Bestimmungen den Primogeniturtitel Fürst zu Fürstenberg bis zu seinem Tod 1941 als bürgerlichen Namen führen. Seitdem haben alle Mitglieder des Hauses den bürgerlich-rechtlichen Familiennamen Prinz bzw. Prinzessin zu Fürstenberg. Der jeweilige Chef des Hauses tritt jedoch in der Öffentlichkeit weiterhin unter dem historischen Erstgeburtstitel Fürst auf. Ob einzelne Nachfolger darüber hinaus auch eine amtliche Namensänderung zu Fürst erreichen konnten, ist unklar.
- 1918–1941: Max Egon II. zu Fürstenberg (* 1863; † 1941): Unternehmer und Politiker
- 1941–1973: Karl Egon V. zu Fürstenberg (* 1891; † 1973): Unternehmer und Politiker; ⚭ Ida Gräfin Nostitz-Rieneck
- 1973–2002: Joachim Egon zu Fürstenberg (* 1923; † 2002): Unternehmer; ⚭ Paula Gräfin zu Königsegg-Aulendorf; wurde Nachfolger seines Onkels Karl Egon V.
- 2002–2024: Heinrich zu Fürstenberg (* 1950; † 2024) Unternehmer; ⚭ Maximiliane Prinzessin zu Windisch-Graetz
- ab 2024: Christian zu Fürstenberg (* 1977) ⚭ Jeannette Griesel;[26] Sohn und Erbe: Tassilo (* 2013)[27]

## Weitere bedeutende Persönlichkeiten des Hauses
- Wratislaw I. von Fürstenberg (* 1584; † 1631), Offizier in spanischen und österreichischen Diensten sowie Diplomat und zuletzt Hofratspräsident
- Maria Franziska von Fürstenberg-Heiligenberg (* 1633; † 1702), Markgräfin von Baden
- Ludwig August Egon von Fürstenberg-Stühlingen (* 1705; † 1759), Feldmarschallleutnant
- Karl Aloys zu Fürstenberg (* 1760; † 1799), Feldmarschallleutnant
- Elisabeth zu Fürstenberg (* 1767; † 1822), Sprecherin der mediatisierten Reichsfürsten auf dem Wiener Kongress
- Josefa zu Fürstenberg-Weitra (* 1776; † 1848), Fürstin von und zu Liechtenstein
- Friedrich Egon von Fürstenberg (* 1813; † 1892), Erzbischof von Olmütz
- Max Egon I. zu Fürstenberg (* 1822; † 1873), Politiker
- Ira von Fürstenberg (* 1940; † 2024), Schauspielerin

## Rezeption
- Donaueschingen (Baden-Württemberg): Fürstenberg-Gymnasium und -Kaserne